# 羊头山石窟
35°55′30″N 112°57′32″E / 35.92500°N 112.95889°E
羊头山石窟位于中国山西省高平市神农镇李家庄羊头山，2006年被列为第六批全国重点文物保护单位。
羊头山石窟始建于北魏太和年间，至隋唐时期屡有增建。共有洞窟九个、摩崖龛像三处，其中北魏洞窟八个，摩崖龛像一处，唐代洞窟一共，摩崖龛想两处。另有北魏至唐代石塔六座、北魏造像碑一通。在半山腰的清化寺遗址有唐代石佛三尊。

## 历史
清乾隆《高平县志》卷十九引《羊头山新记》：“山之正东稍南一里余有泉甚清。泉西半里许有梵刹曰清化寺，建自后魏孝文帝太和之岁，初名定国寺，北齐时改名弘福。隋末寺废，唐武则天天授二年重建，改今额。碑乃唐乡贡明经牛元敬撰并书。其略曰此山炎帝之所居也。”
羊头山石窟开凿时间可分为四期。第一期：北魏太和年间（五号和六号窟）。第二期：北魏晚期（七-九号窟，补凿五号窟，四号和三号窟）。第三期：北齐至隋（仅在五号窟上补凿小龛）。第四其：唐代（新开凿了一号和二号窟，在前朝未完工的石窟上凿出一个小龛，并在前朝已经开凿的石窟空位上继续补凿石龛）。羊头山顶有唐代寺院遗址，遗址周边有古代城址遗迹。

## 石窟和建筑

### 一号窟
唐代开凿，只有一龛。为一佛二弟子二菩萨二天王

### 二号窟

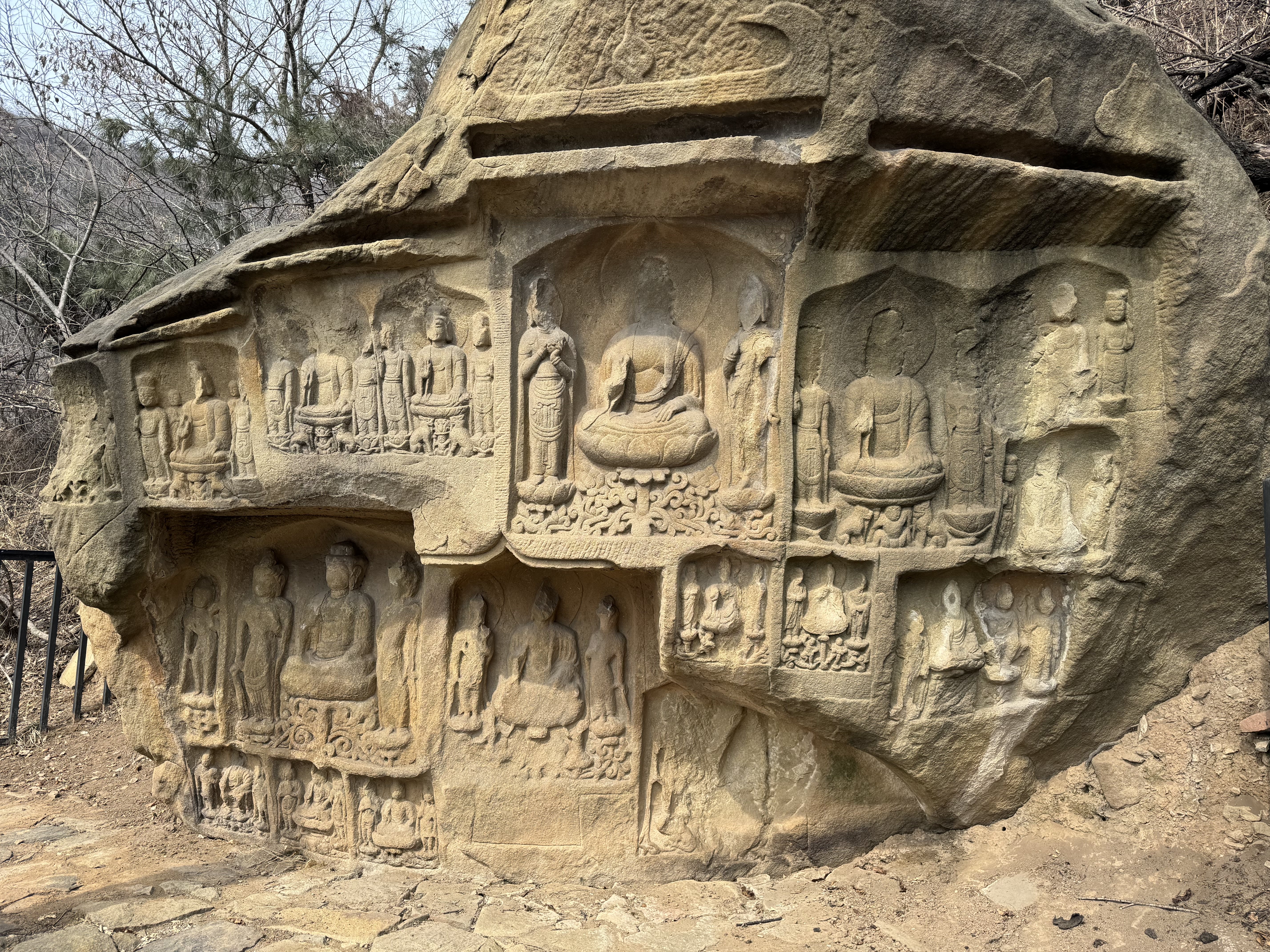
二号窟

唐代开凿，没有主龛。左面和正面崖壁上雕满佛龛，总共佛龛22处。

### 三号窟
北魏晚期，正面和右面均开有一窟。背面雕千佛。正面窟门二侧各立一立佛或菩萨。羊头山开凿的石窟窟门和内部均偏小，不能让人站立进出。

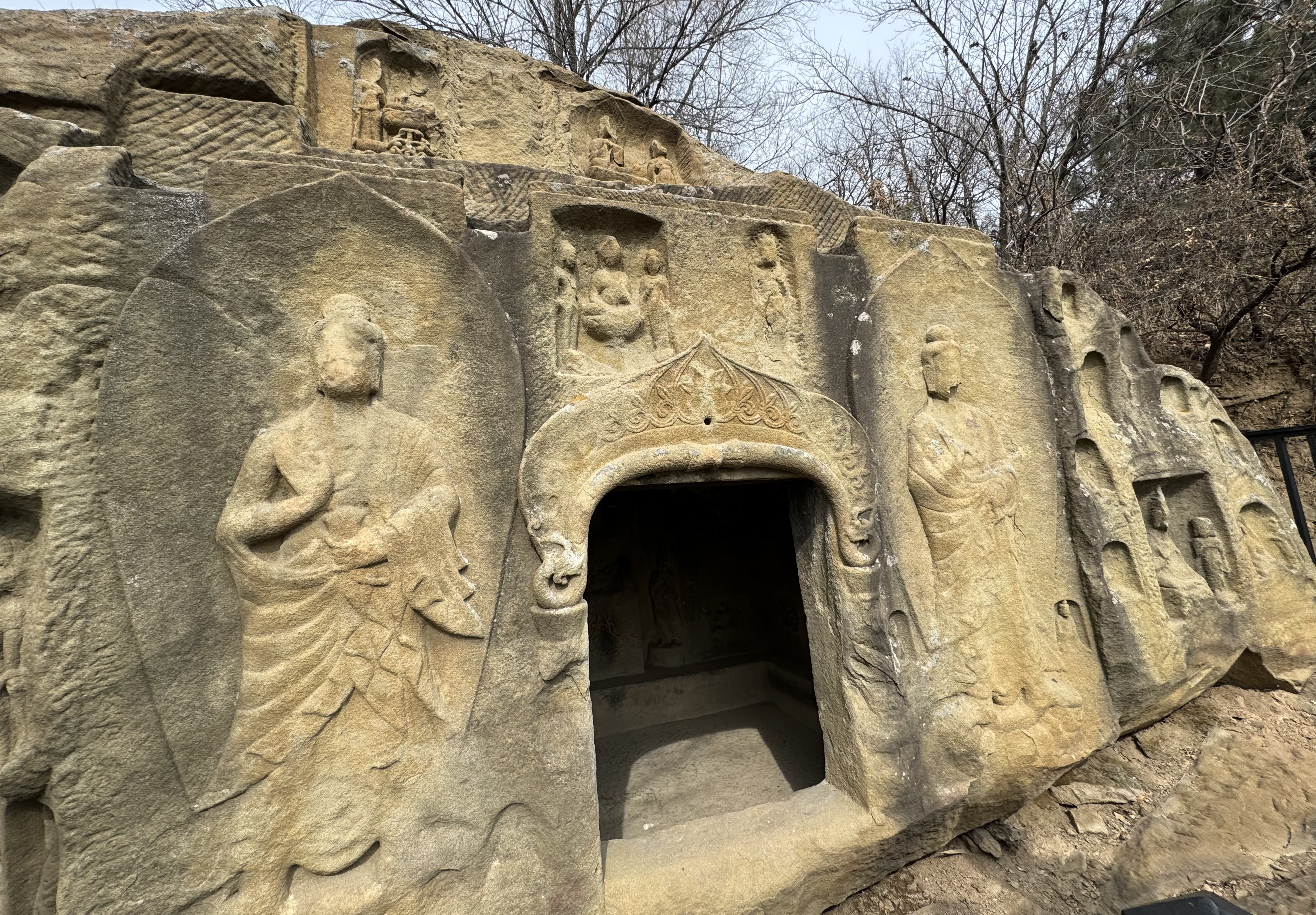
正面
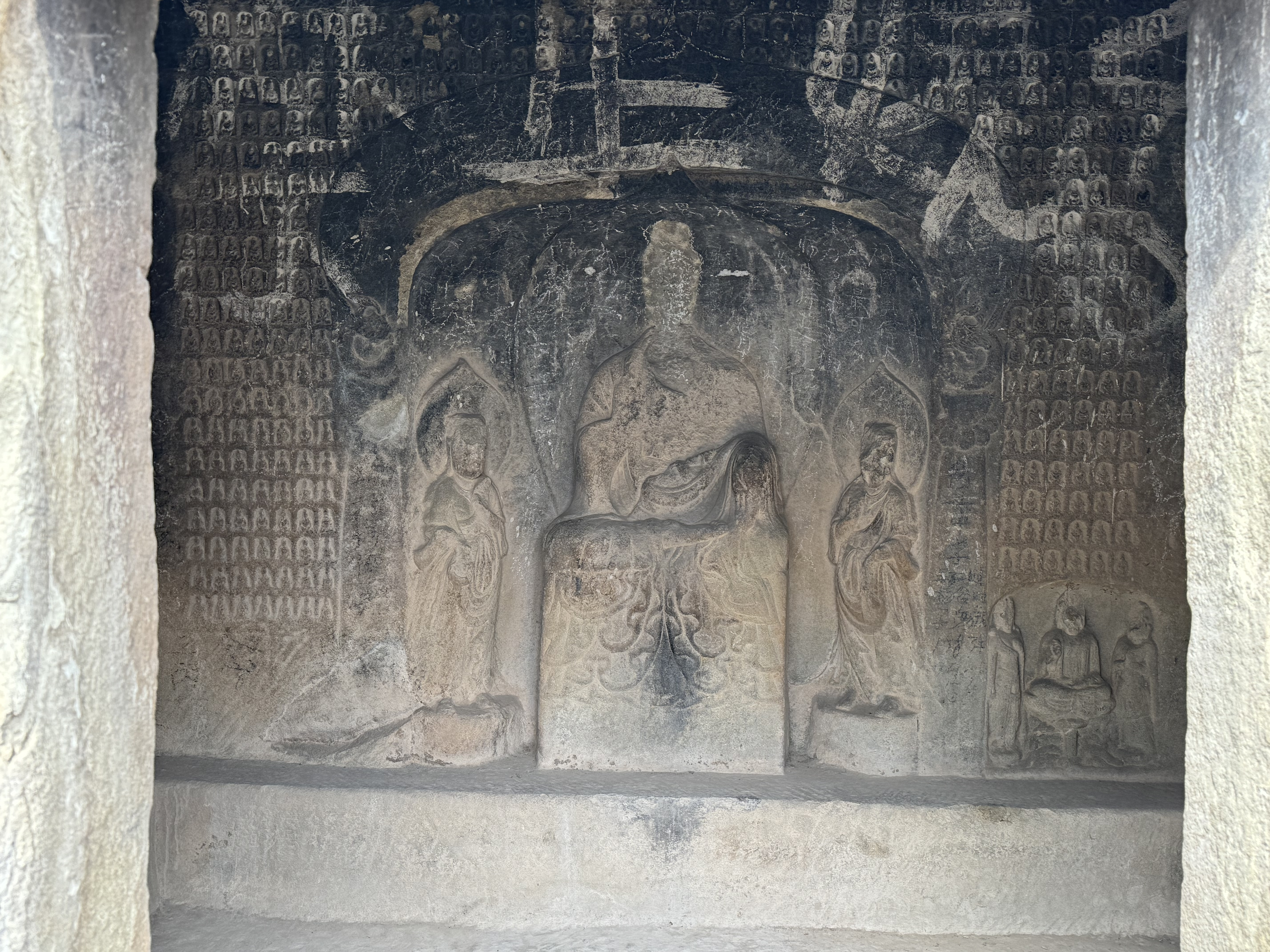
正面窟内部
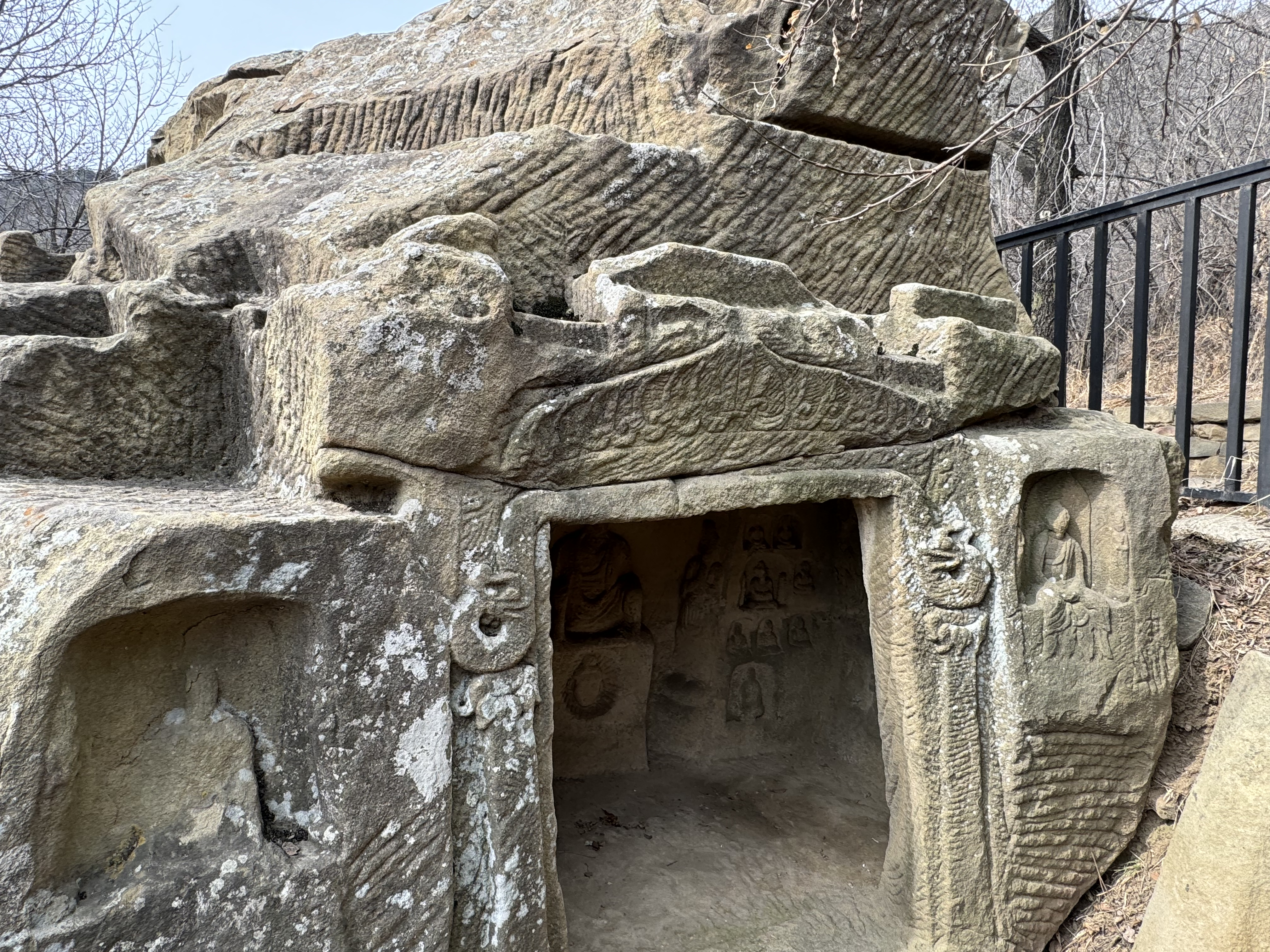
右面
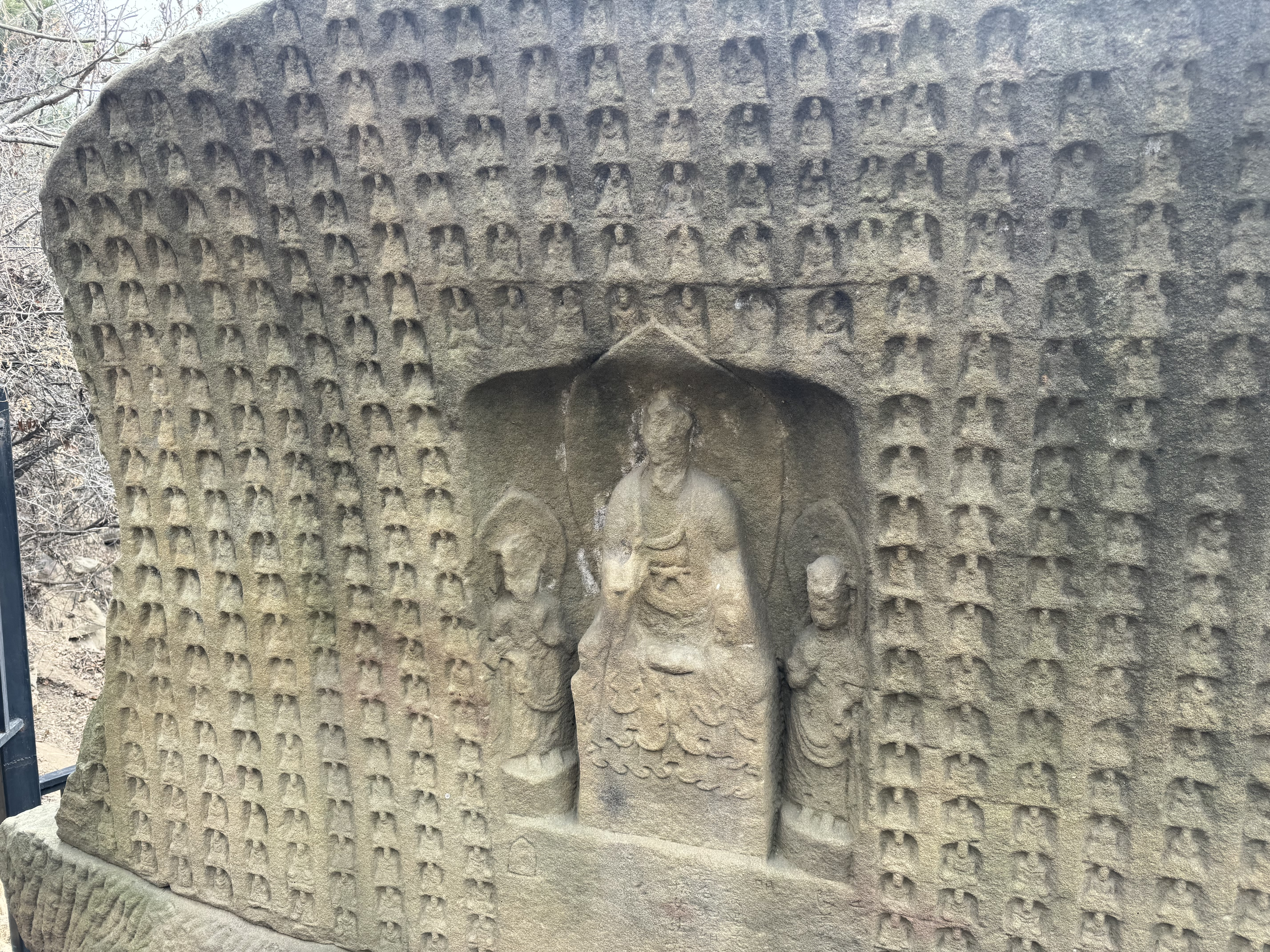
背面千佛雕刻

#### 石塔
塔位于三号窟旁。现存方形两层，第一层有火焰门及塔门左右二力士。火焰门北朝风格明显，此塔应是北朝时期所建。塔檐为仿木结构，屋檐及瓦垄皆有雕刻。屋檐下方椽布局疑似是早期的平行椽布局。此座塔顶部残破，目前为露天状态。北朝石塔颇为罕见，尤其是此类小型石塔。

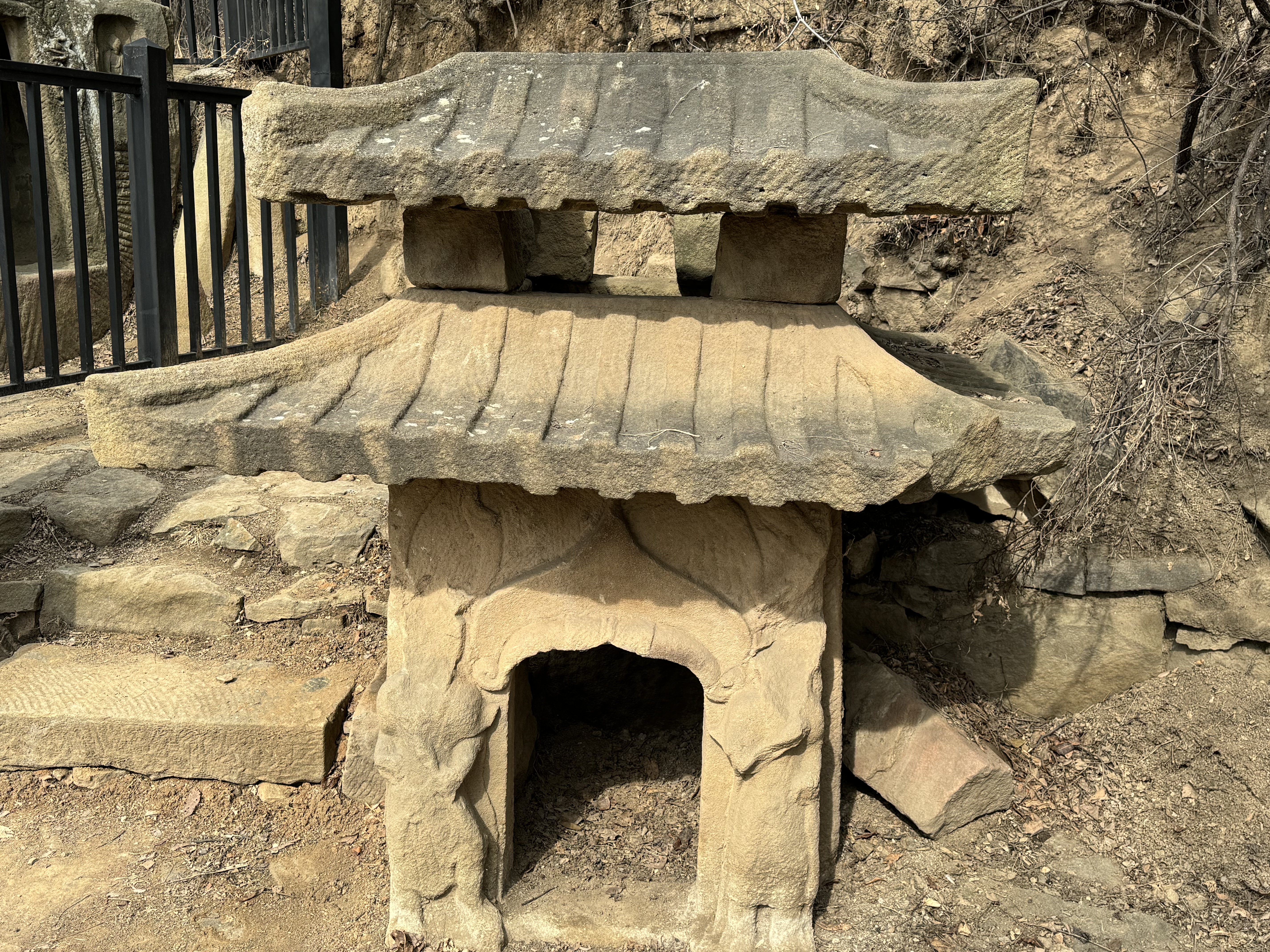
三号窟东侧塔

### 四号窟

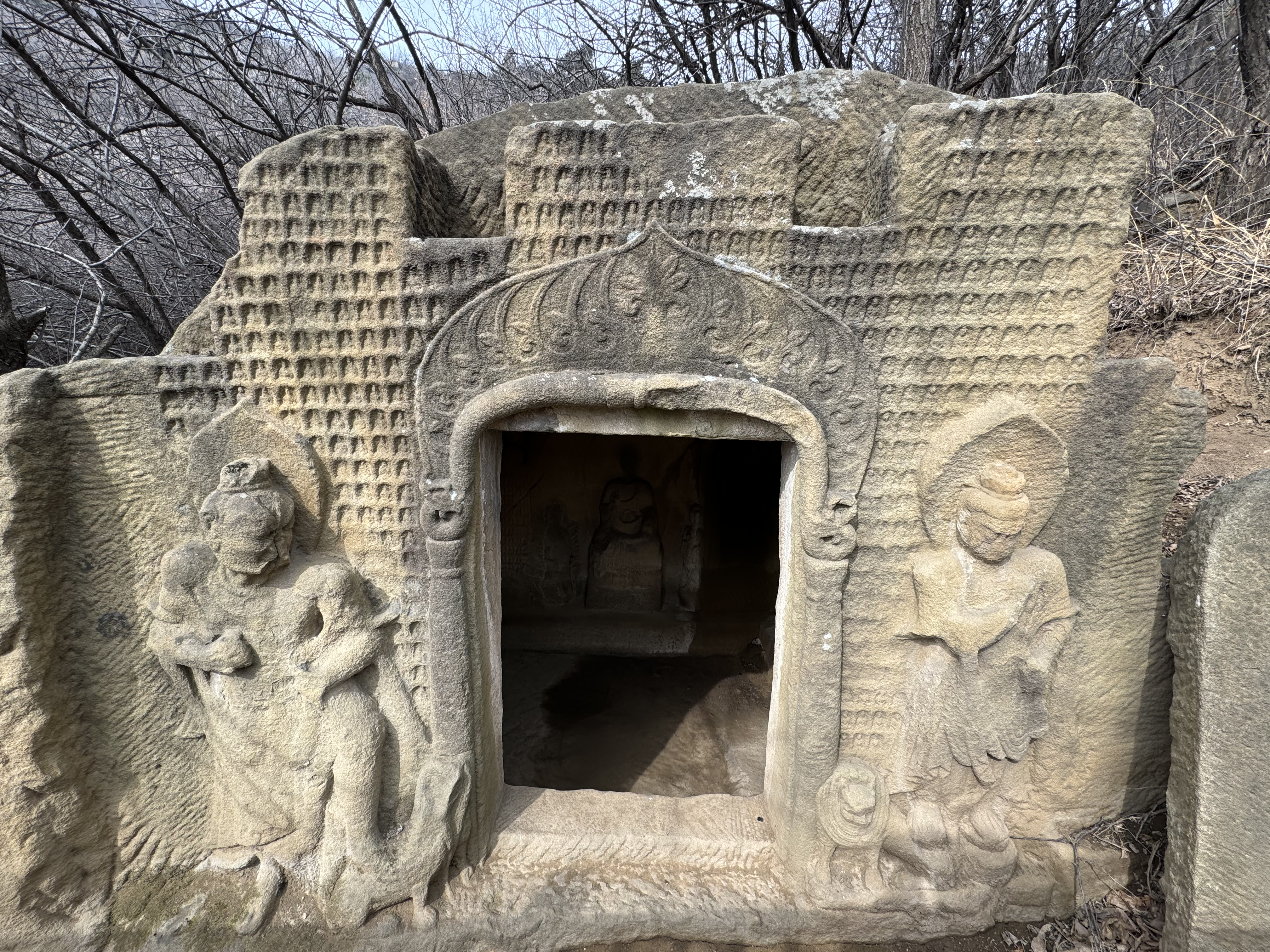
四号窟

北魏晚期，只有正面一窟。窟门二侧各立一尊力士。外壁上浮雕千佛。

### 五号窟
羊头山最大的一组窟龛造像。正面和右面（东面）各开有一窟。正面窟内有大魏正始二年（505年）题记。

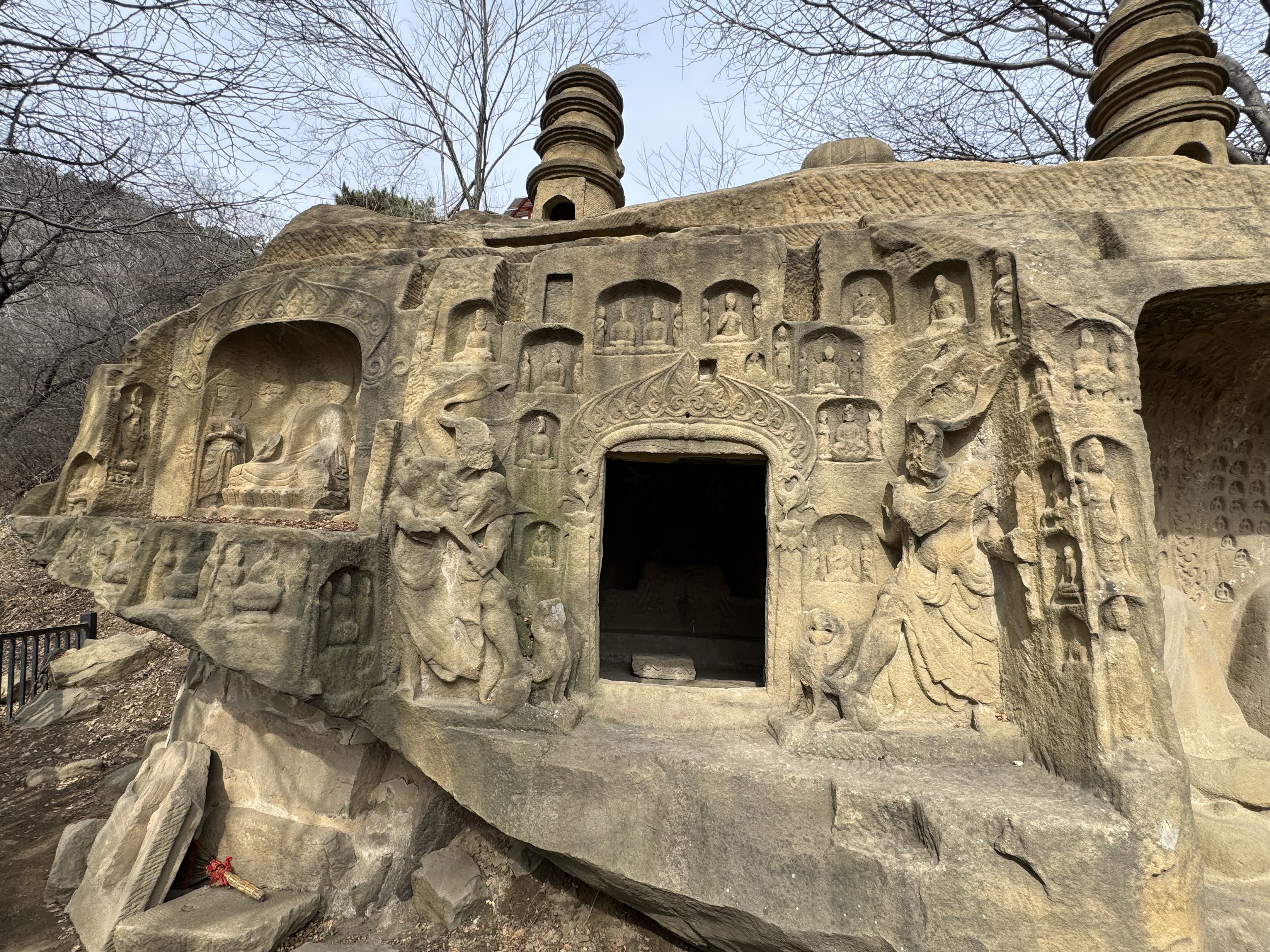
正面
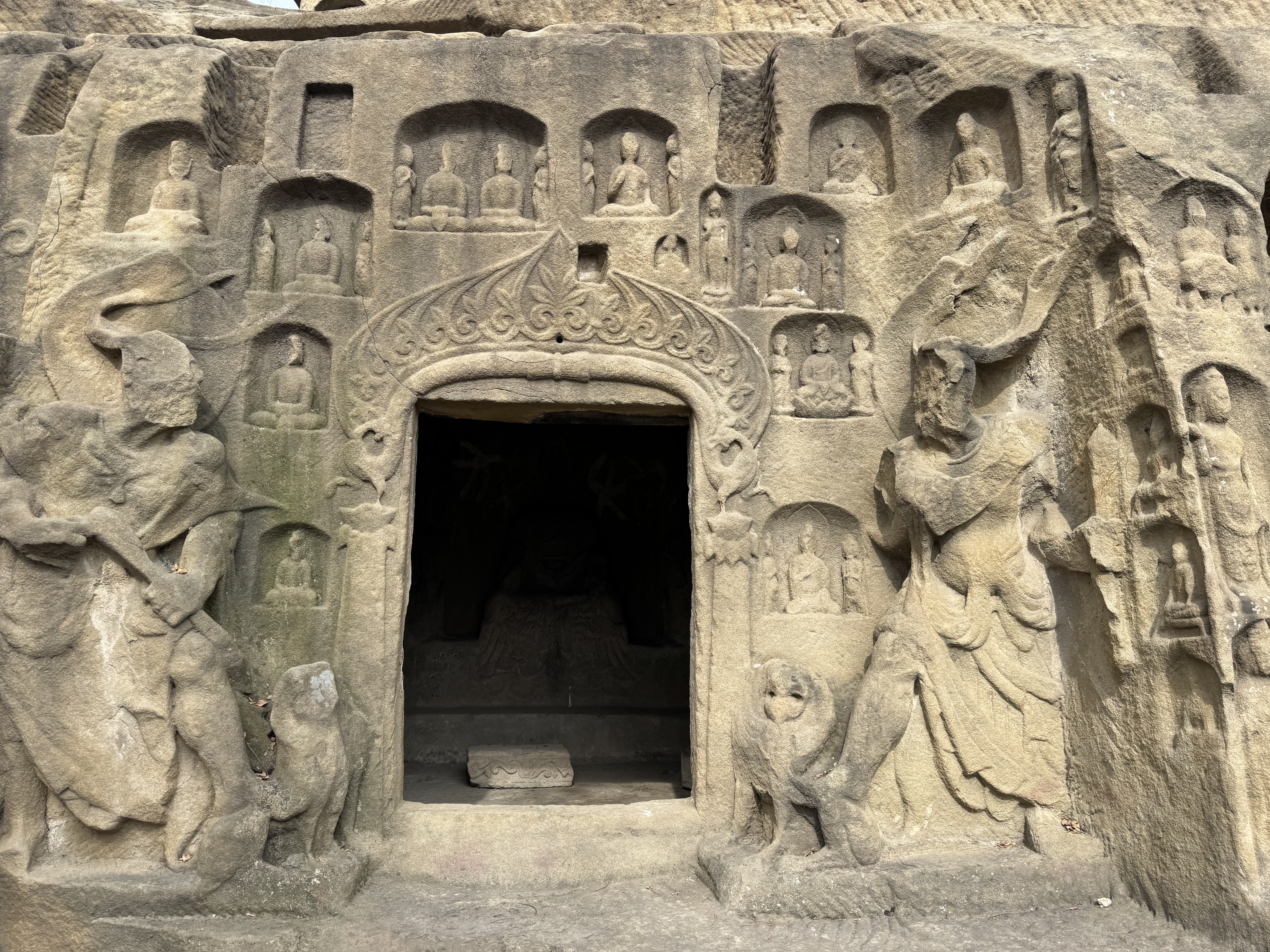
窟门特写
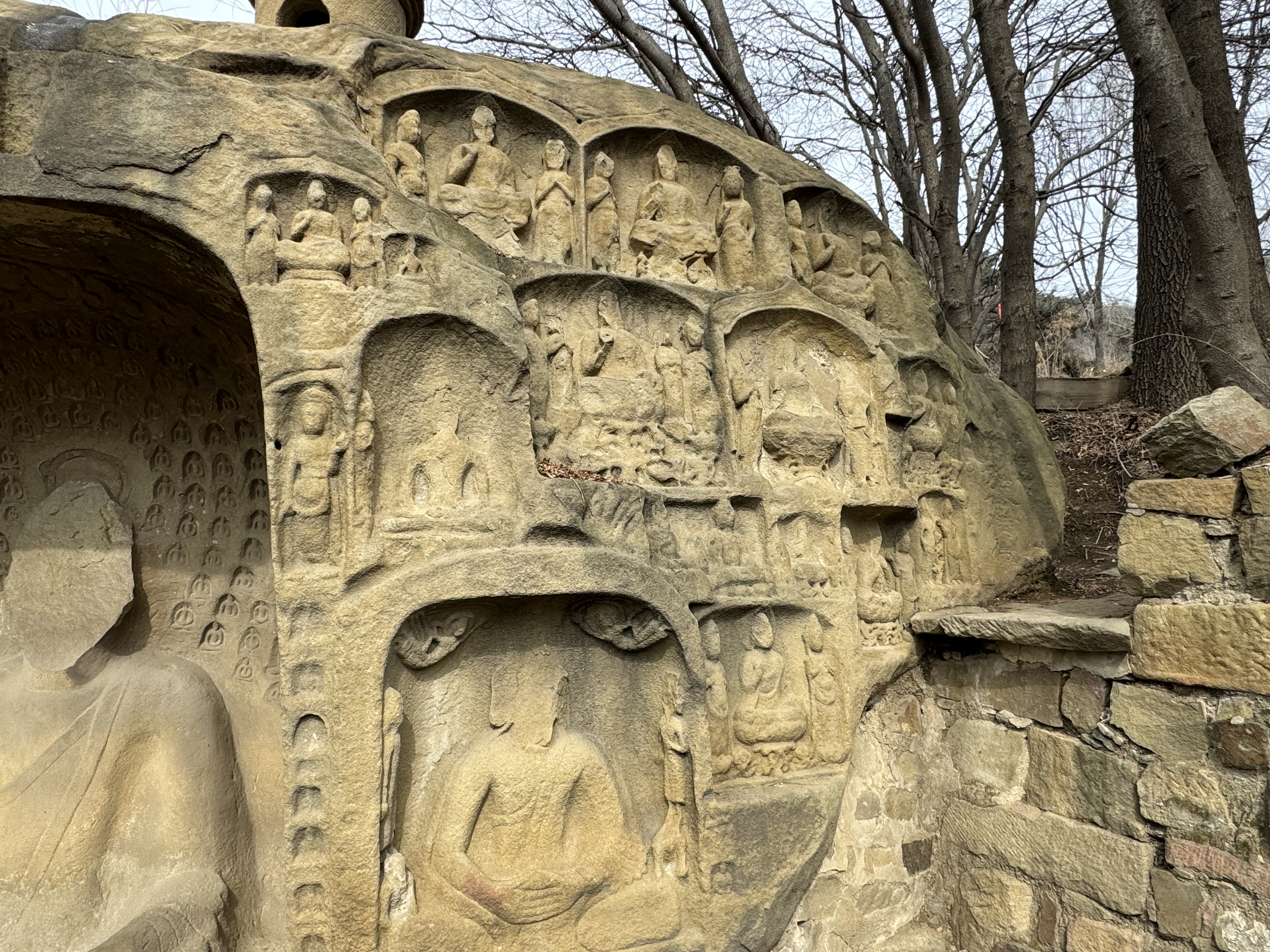
右侧
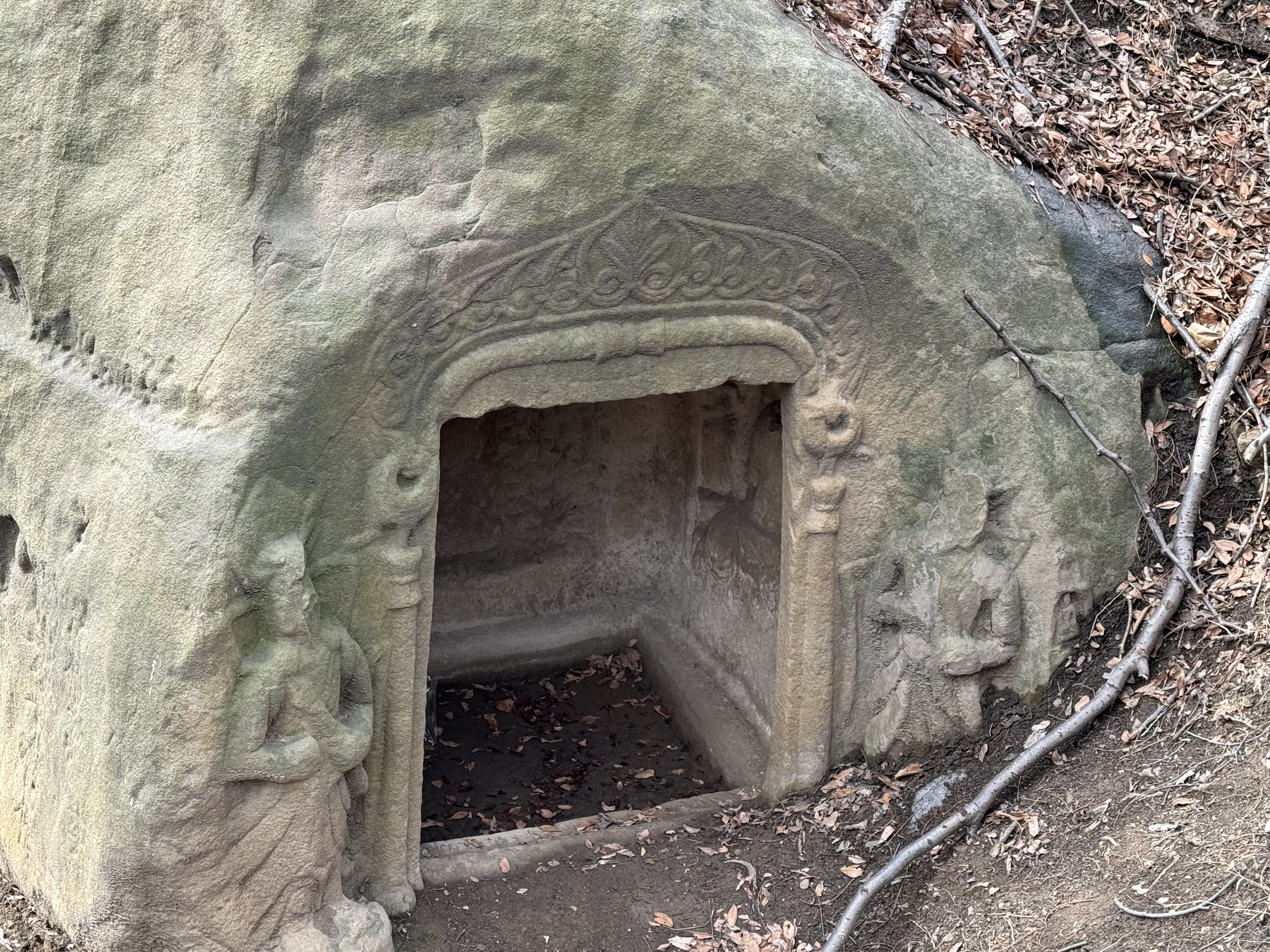
右面

#### 释迦，多宝并坐龛

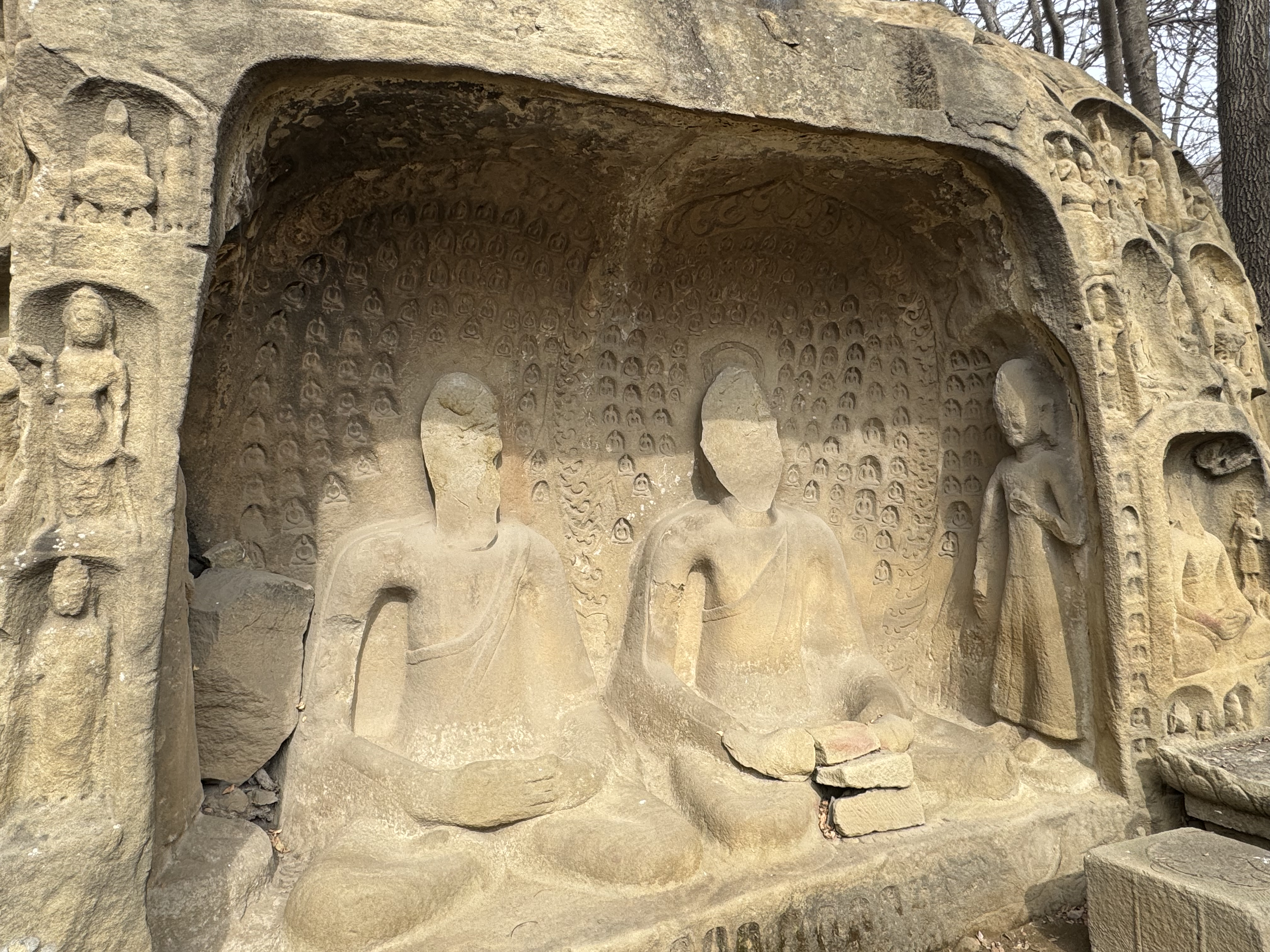
释迦，多宝二佛并坐龛

五号窟大龛。面朝南，龛内居中雕二佛并坐像（北魏时期流行的释迦多宝二佛并坐造像）。佛像身着袒右式袈裟，双手施禅定印，结跏趺坐。二者身后有少见的通过满雕千佛体现的背光。

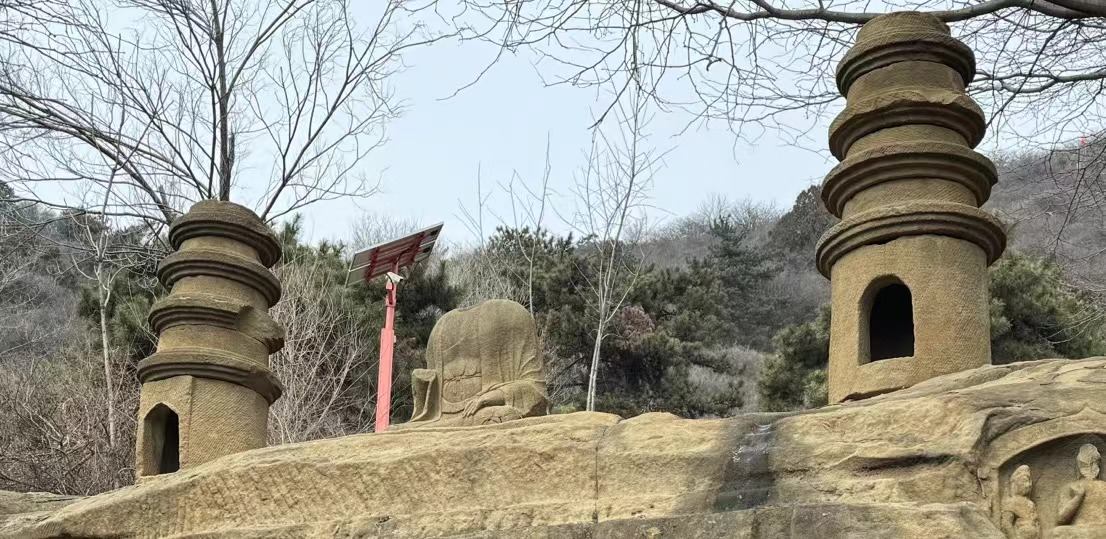
五号窟顶部

#### 五号窟顶部
窟顶部有唐代圆形石塔两座，二者中间圆雕坐佛造像一尊。根据2000年《山西高平羊头山石窟调查》中绘制的地图可知，东侧（右面）的圆形塔和坐佛为此文章发表之后搬到此处，目前的位置并非是二者原有位置。

#### 千佛碑
北魏风格，位于五号窟前方。四面均满雕小佛像，共有小佛像2240余尊。碑高4米，宽1米，厚0.4米。底部总共开有五龛。

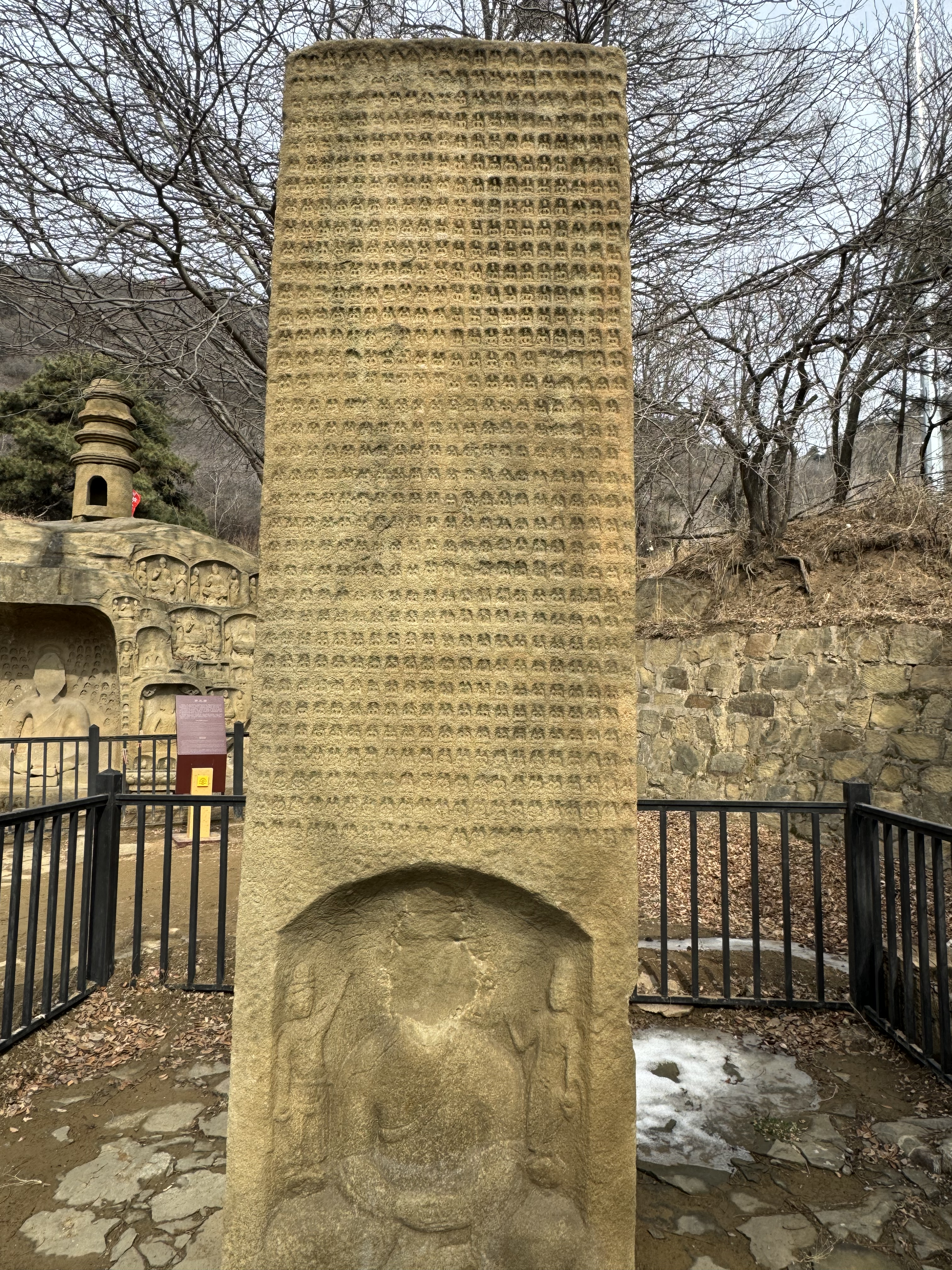
正面
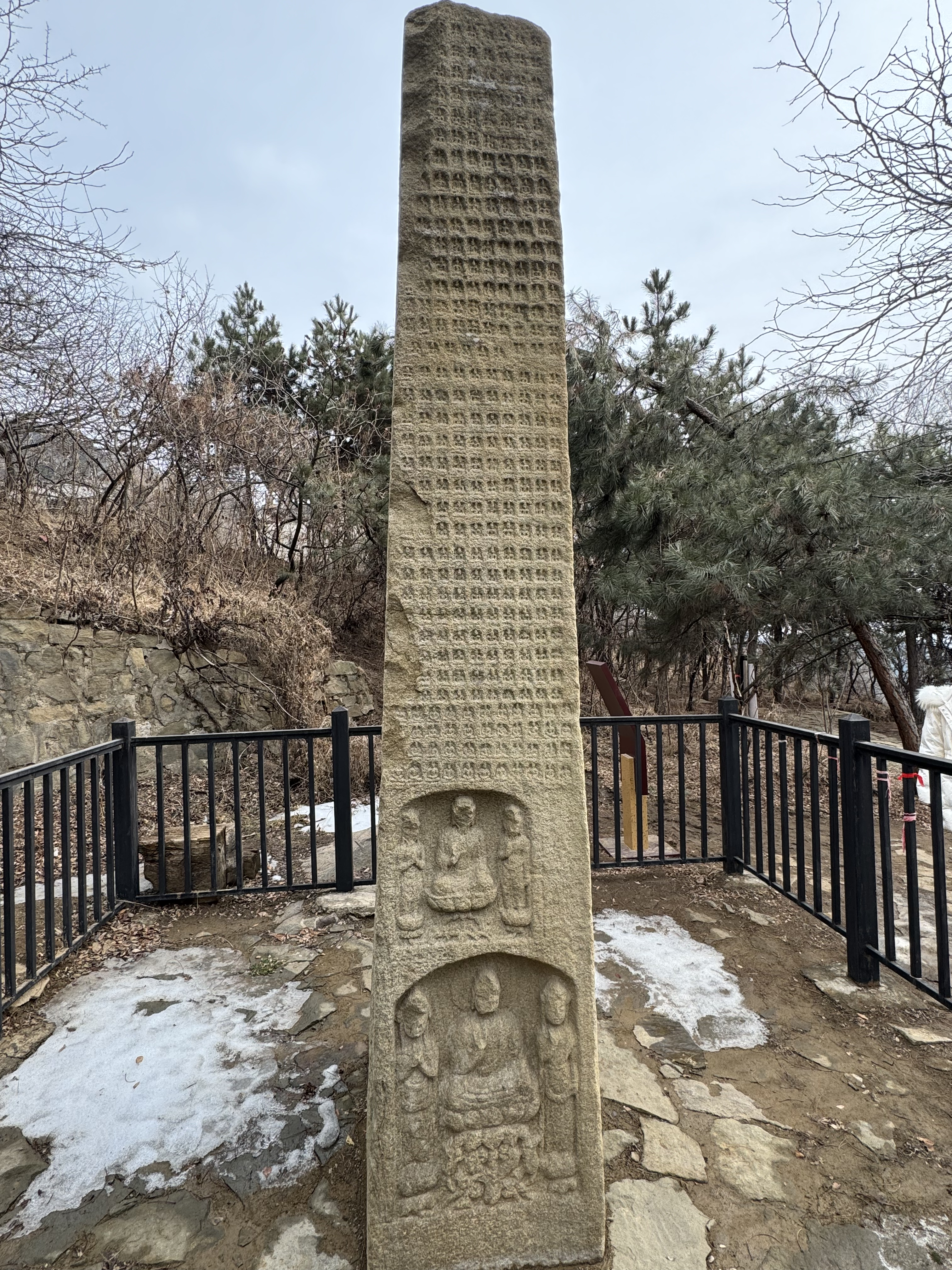
左侧
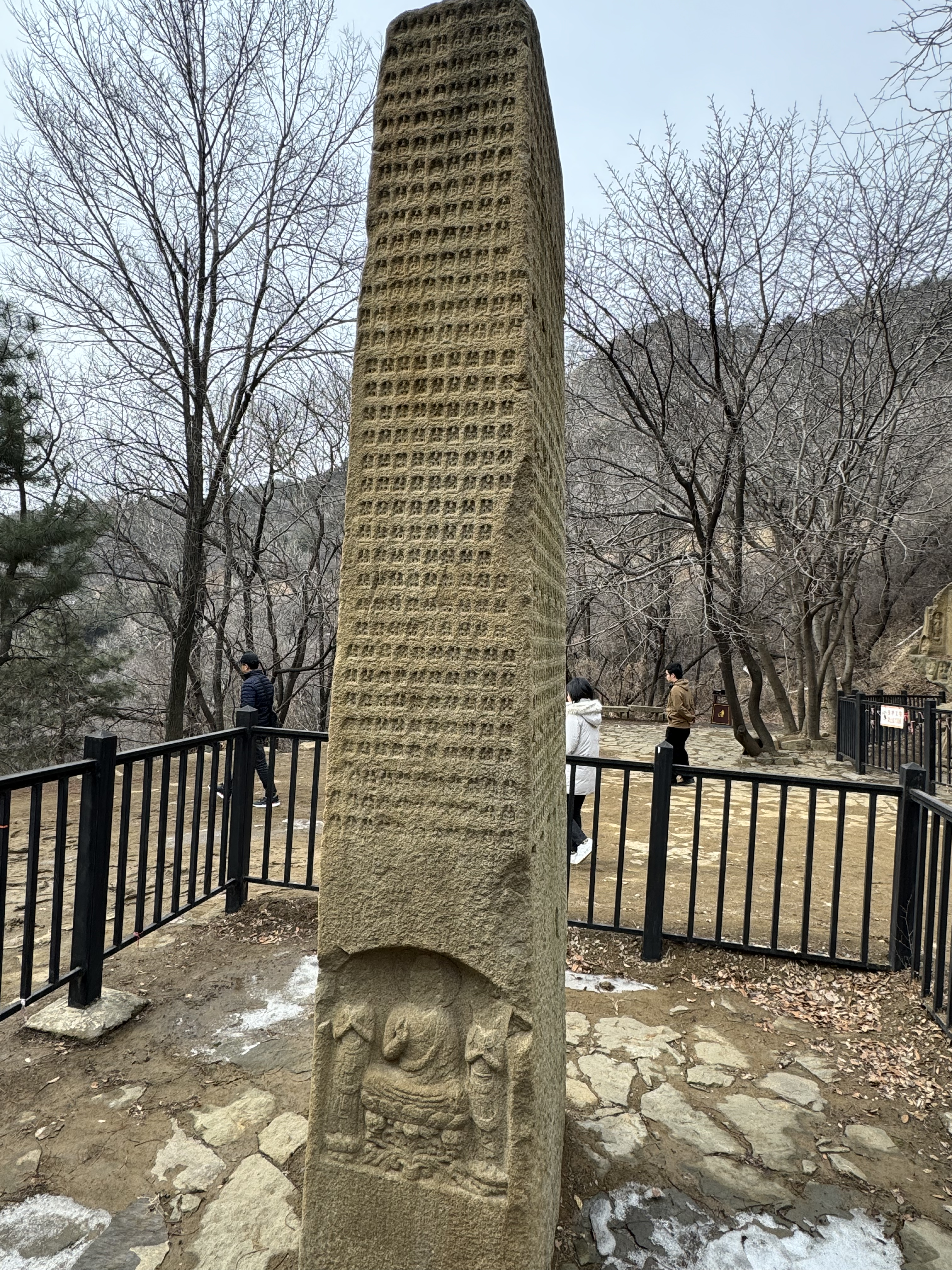
右侧

### 六号窟
北魏太和年间开凿。石窟目前只有一半露出，三面均开佛龛。 右面佛像独具特色，襟为回字纹，颈上结带形同十字。

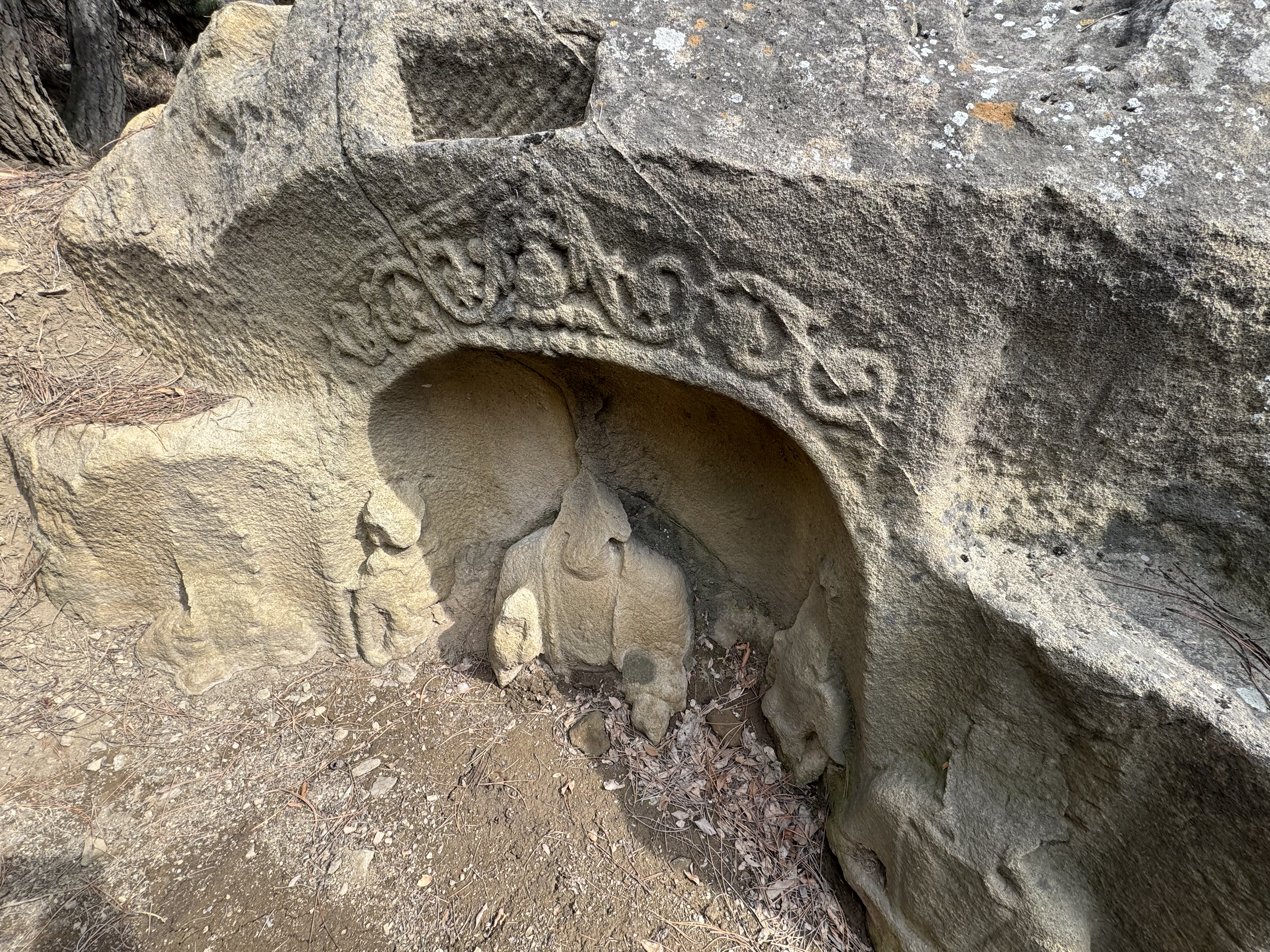
左面
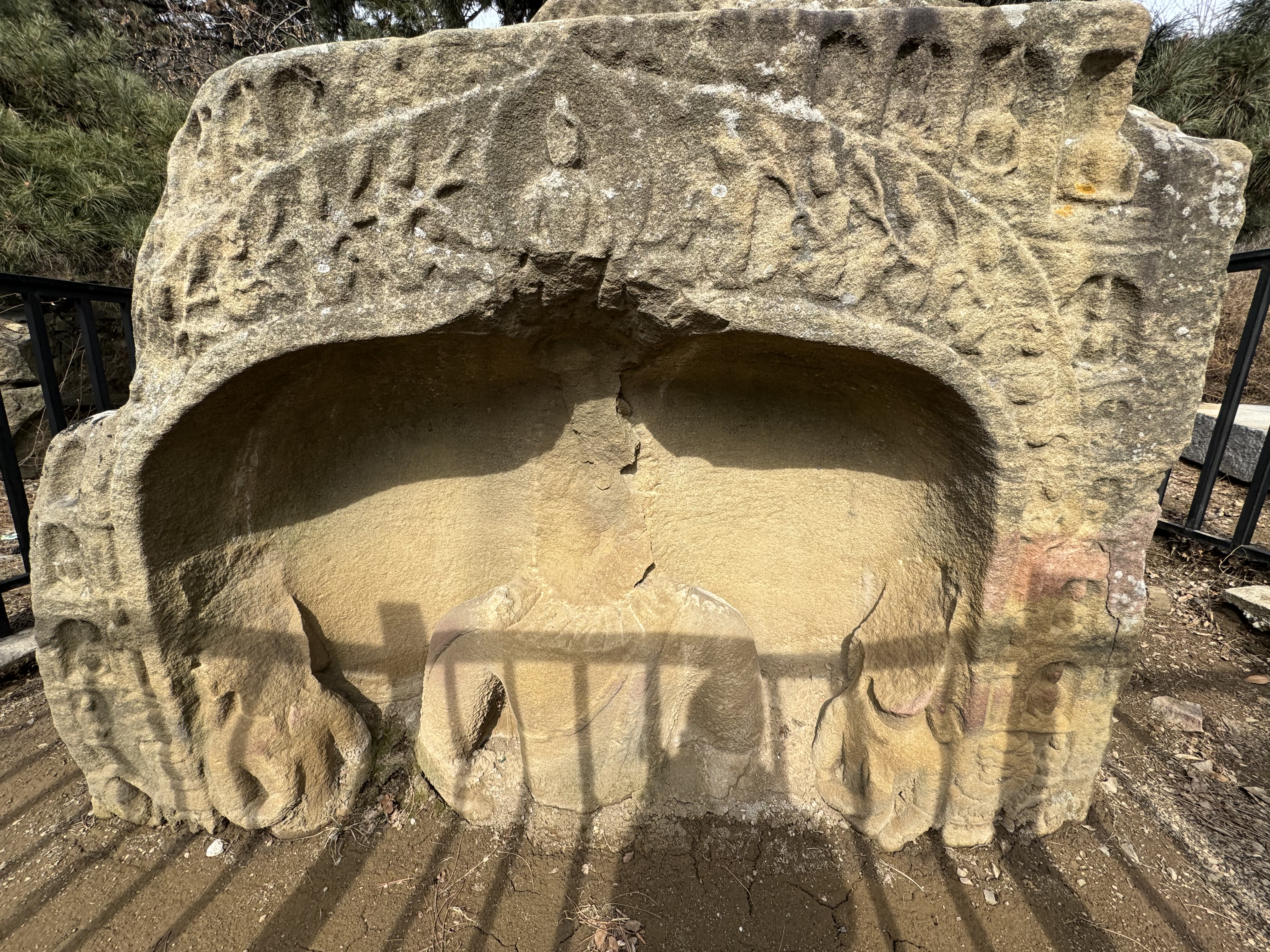
正面
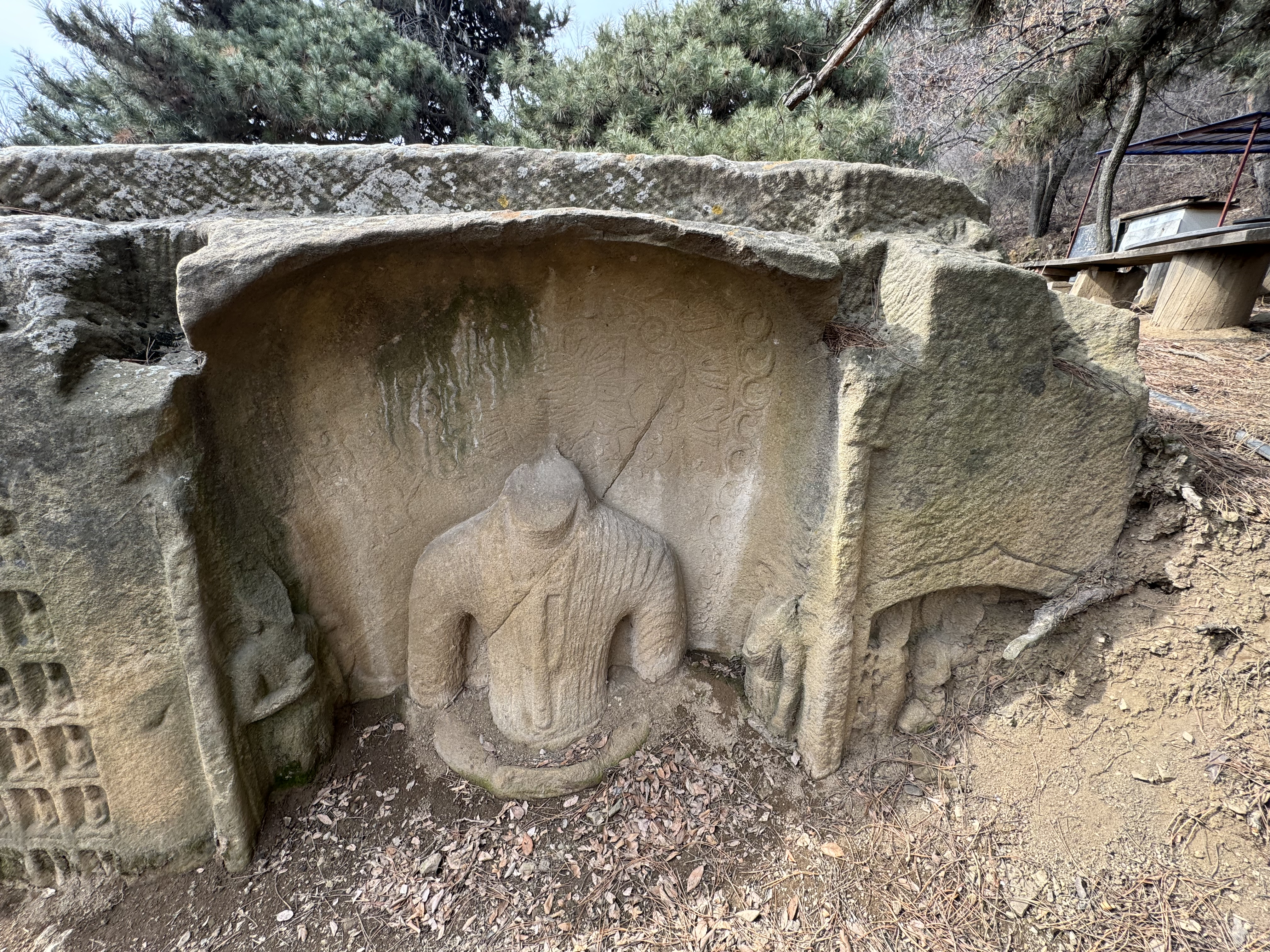
右面

### 七号窟
北魏晚期，只有一窟。窟门二侧各立一尊力士。此窟又叫千佛洞，因洞内三壁雕有1680尊小佛。

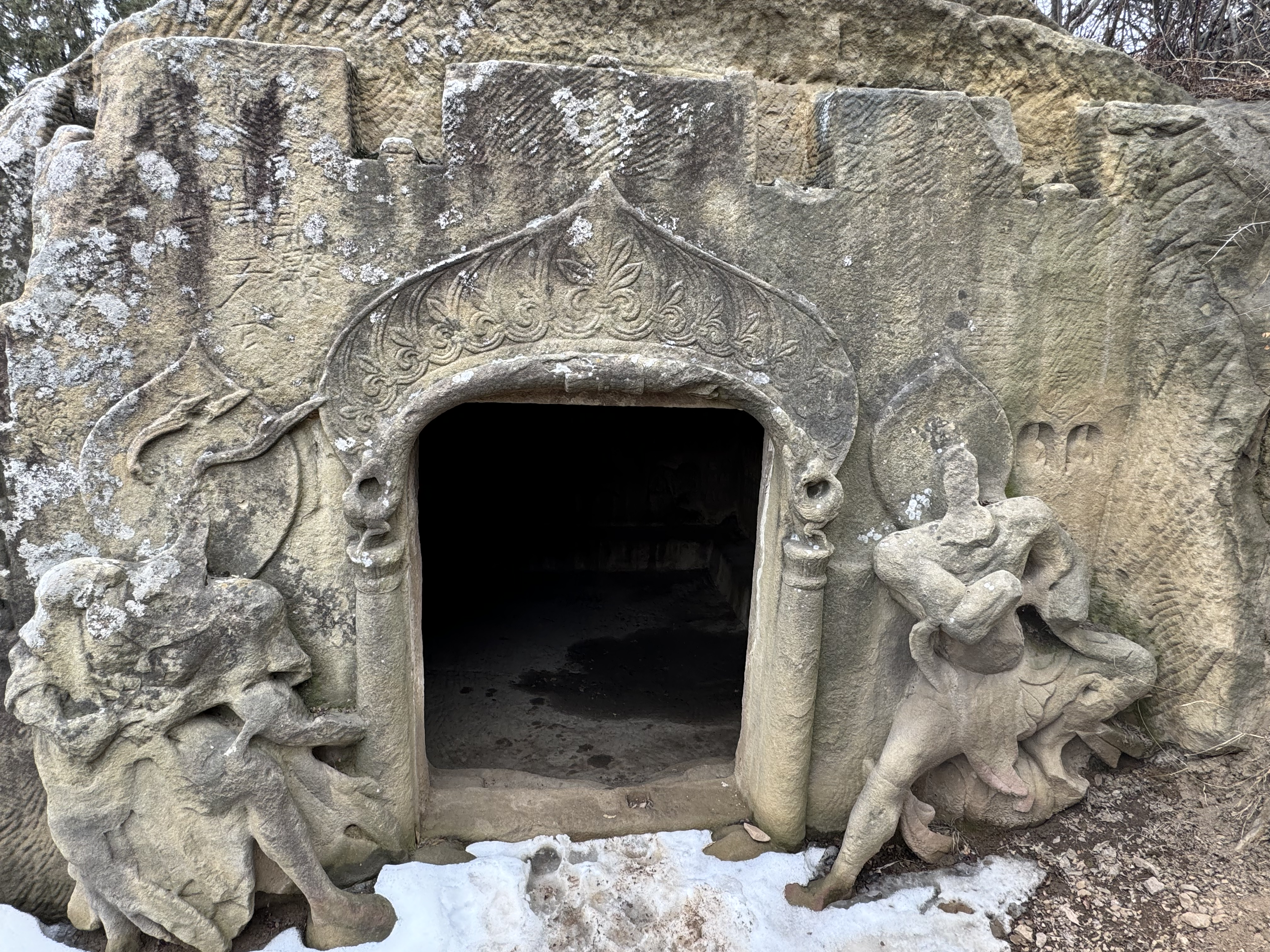
正面
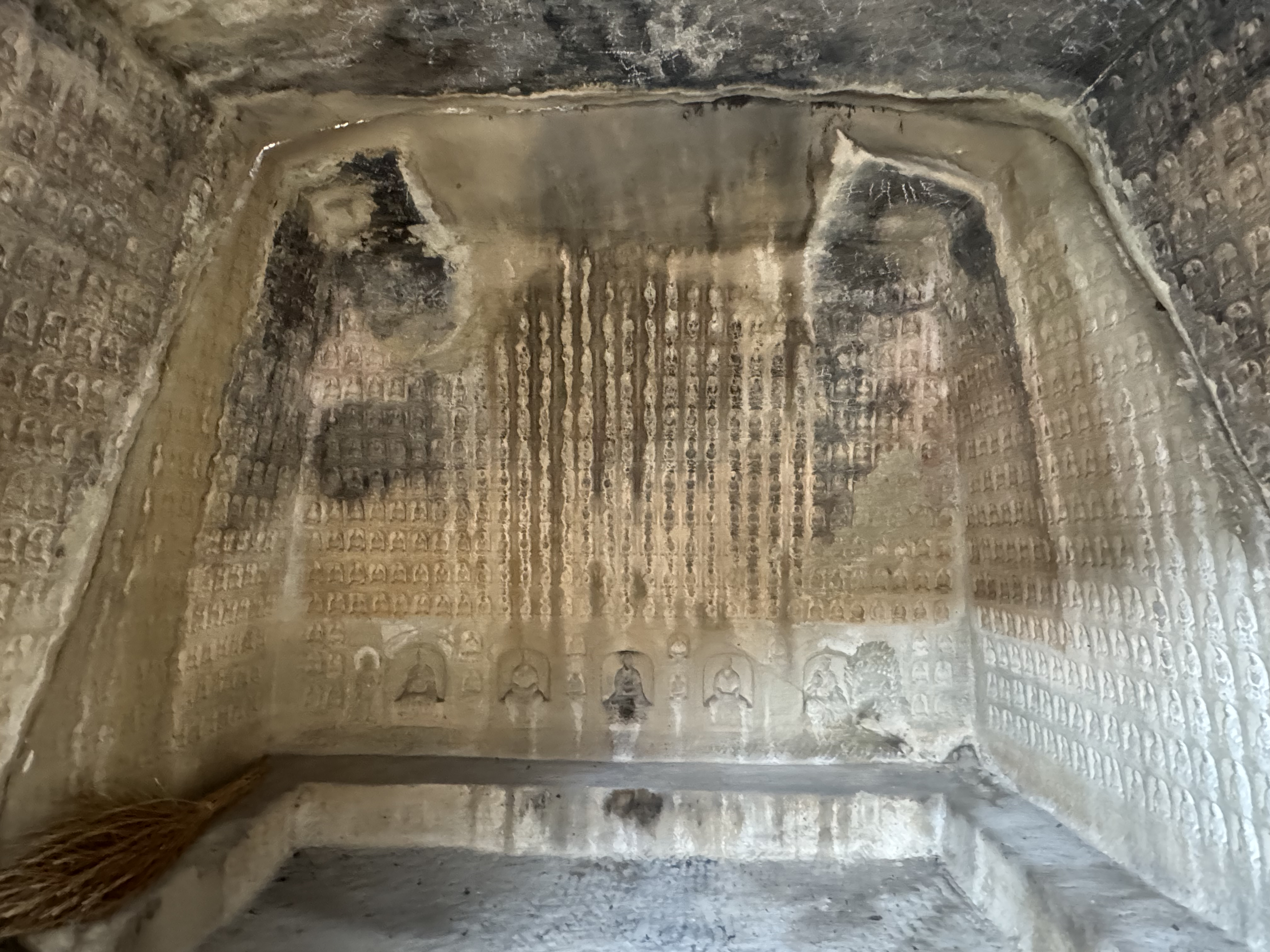
窟内部

### 八号窟
窟开凿在一块巨石上，地震或水土流失导致其从山顶滑下卡在现在的位置。北魏晚期，窟门二侧各立一尊力士。

(景区指示牌有将九号窟和八号窟相互换称，这里按照其地理位置顺序予以修正）

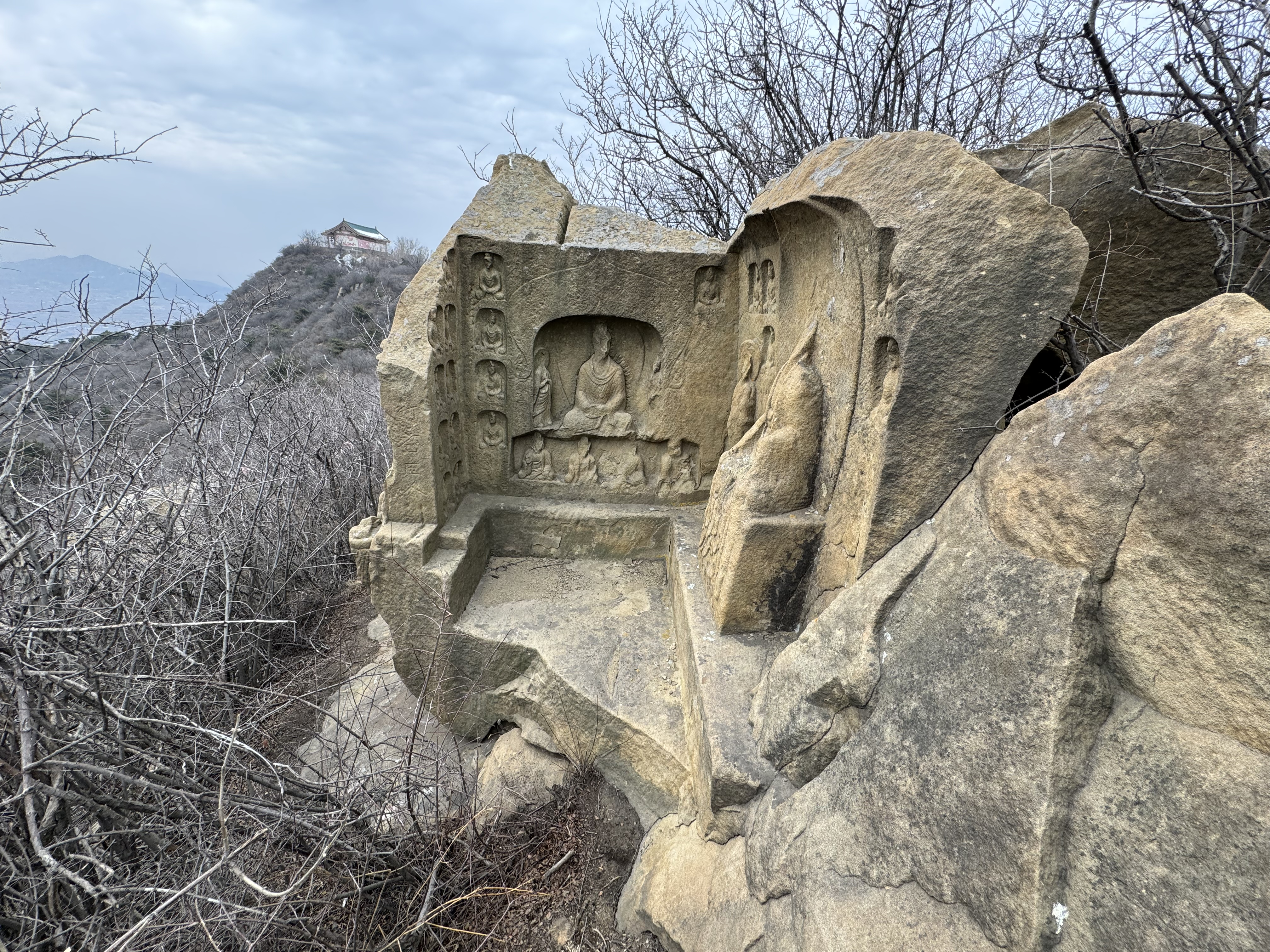
山顶的九号窟

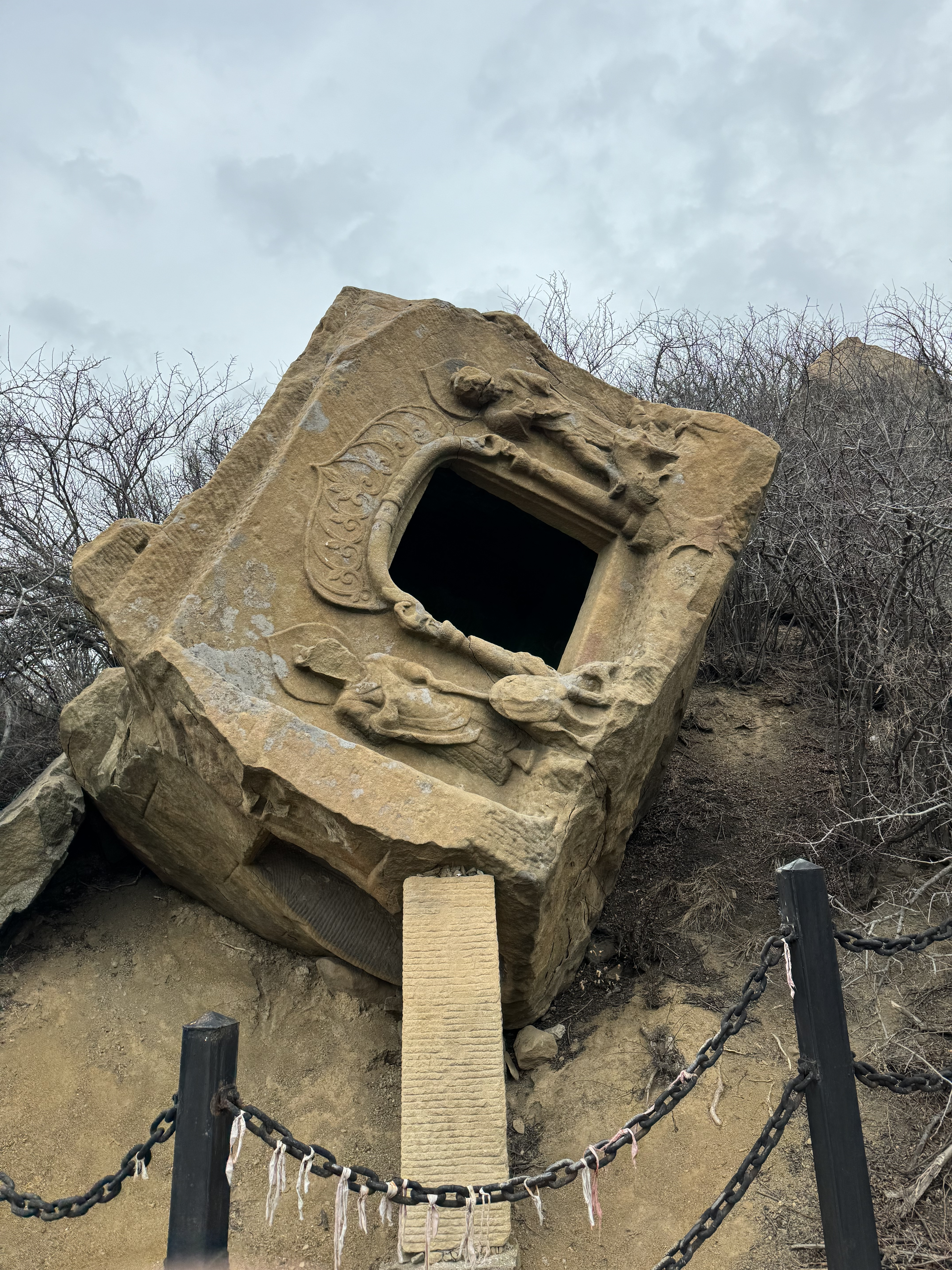
正面

### 九号窟
北魏晚期，只有一窟。其位于山顶，八号窟北面（后方）约10米（此窟并未有道路连接，不建议擅自攀爬）。窟目前只保留了一半，窟顶已经消失。窟内主佛造像（面朝南）背光和三号窟窟门二菩萨背光风格类似，可能是同一时期营建的。

### 圆形五檐塔和造像碑

#### 圆形塔
唐代或北魏。位于羊头山山巅（造像碑东侧）。塔基呈方形，塔身为圆锥形。塔总共出檐五次，中心为空心。每层为单块石打磨制成，其每层相互叠摞成塔。

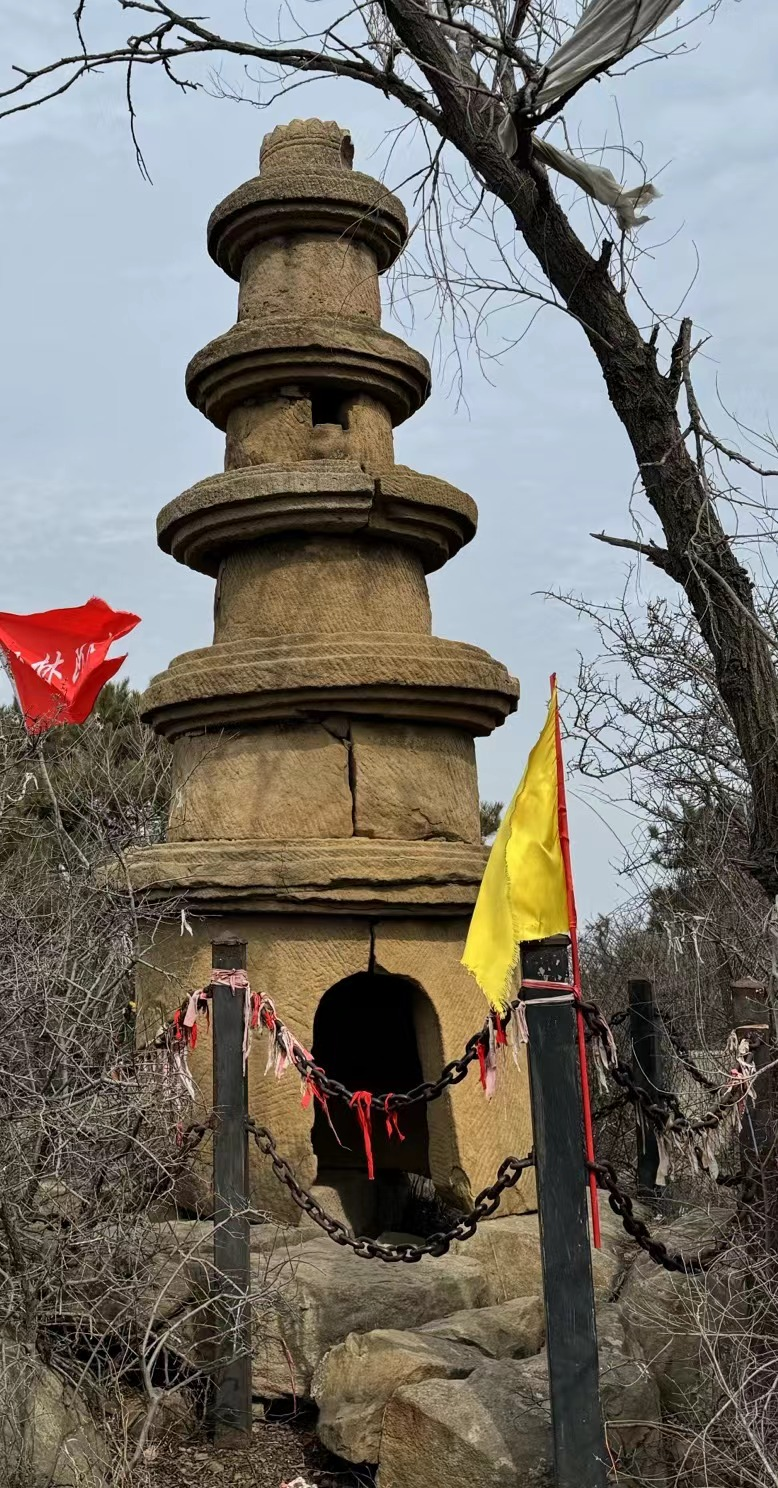
正面
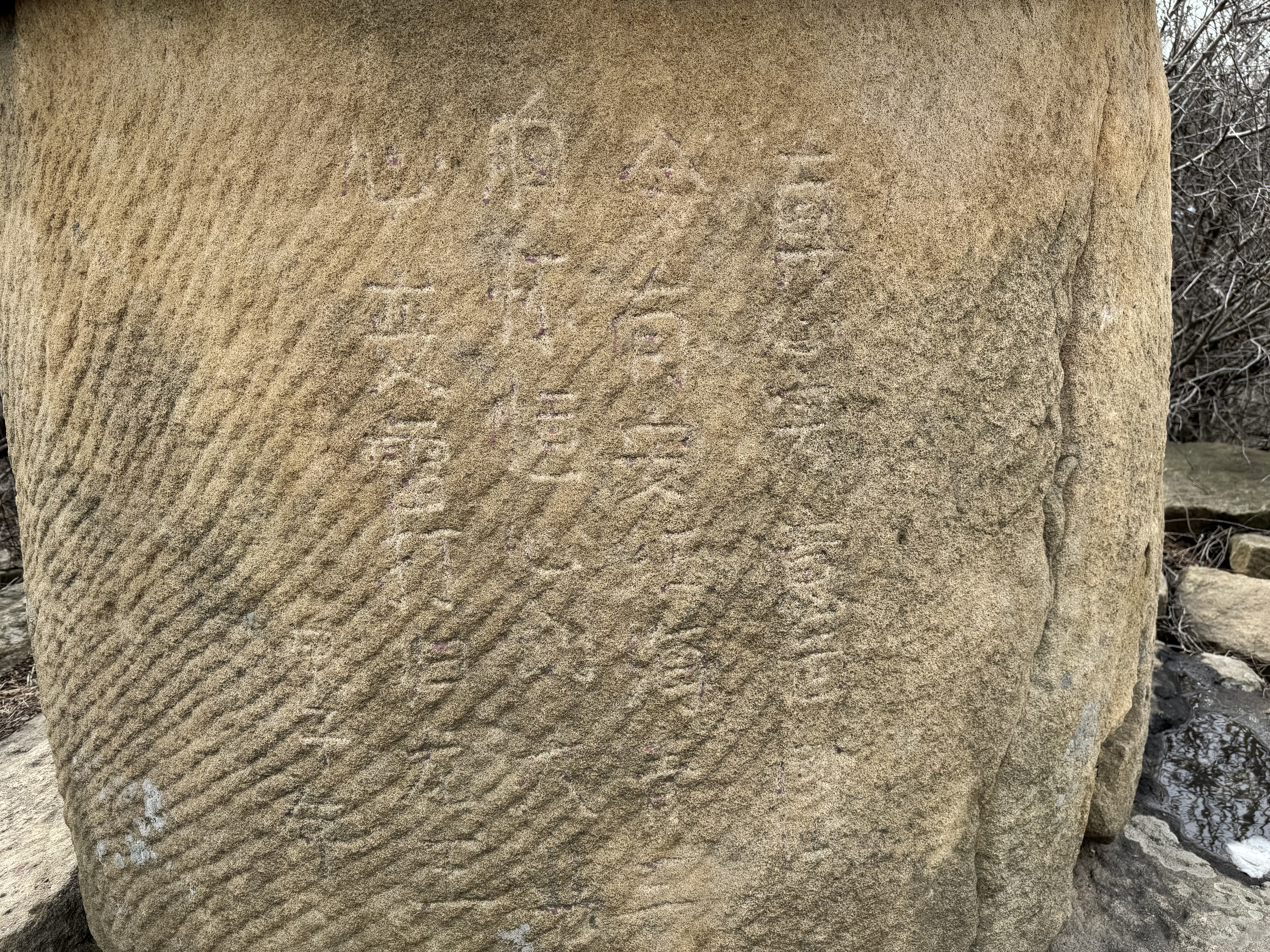
题记

#### 卧羊造像石

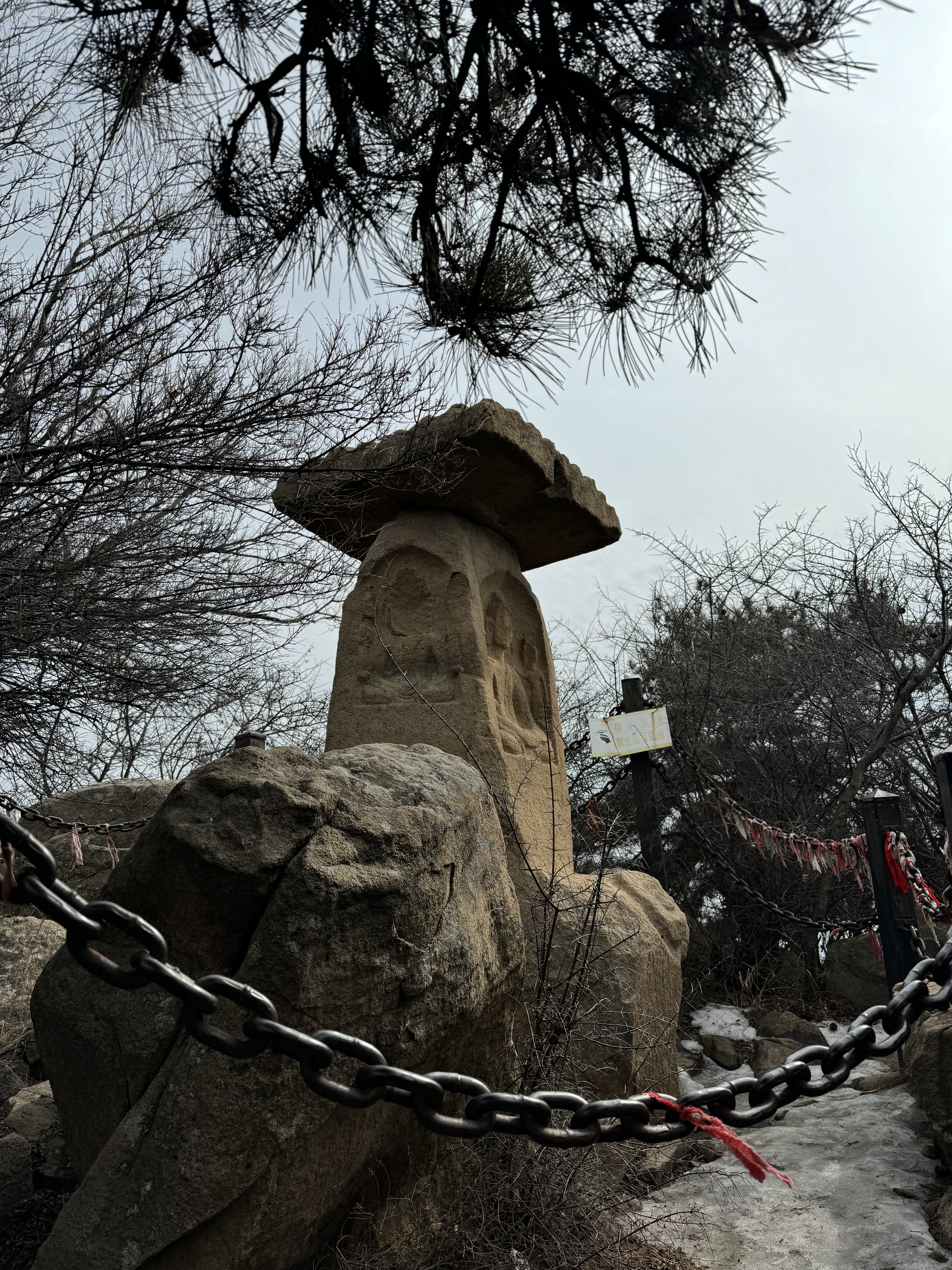
北魏造像碑

位于羊头山东峰山巅, 高约2.5米。其底部为卧羊造像石 。四面造像石平面呈方形，其四面壁上均雕一圆拱形龛，内雕一坐佛二胁侍菩萨。南北两侧佛龛较大，东西两侧的稍小。造像石碑顶部上有仿木构石屋顶，箓顶式。顶上面中有一浅凹形，可能上部最初原有塔刹。卧羊底座、四面造像石及箓顶屋顶的组合，在现存造像石形制中较为罕见。

四面造像石其北面西侧有题记。魏碑体“大代□□□三年岁次己巳”。此题记年款应为“大代太和十三年岁次己巳”及公元489年。此题记年款说明其营造在孝文帝迁都之前。此石位于羊头山山巅，是古代翻山的必经之路上，其营造可能是为来往的人祈福弘法之目的。

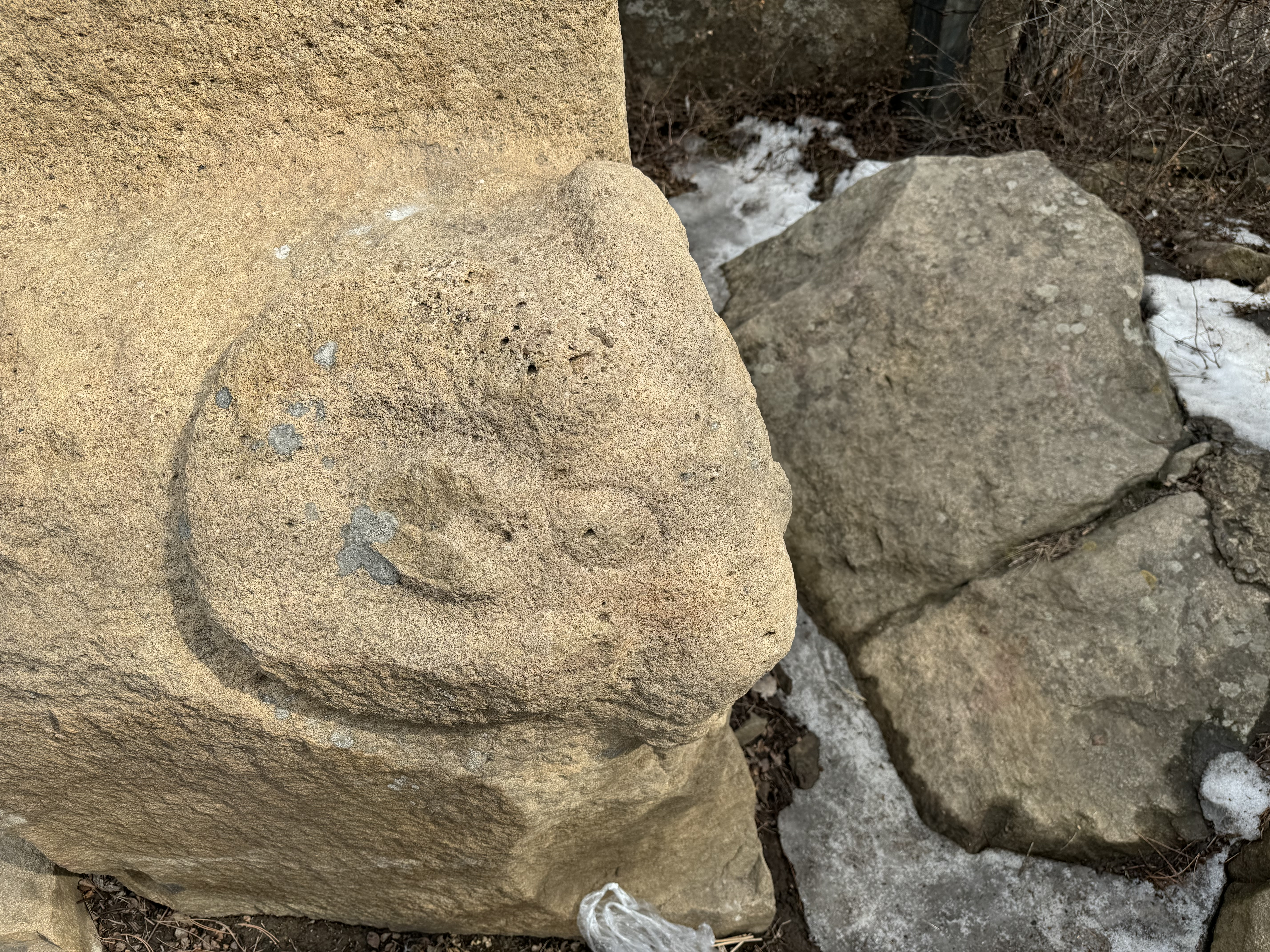
羊头造型
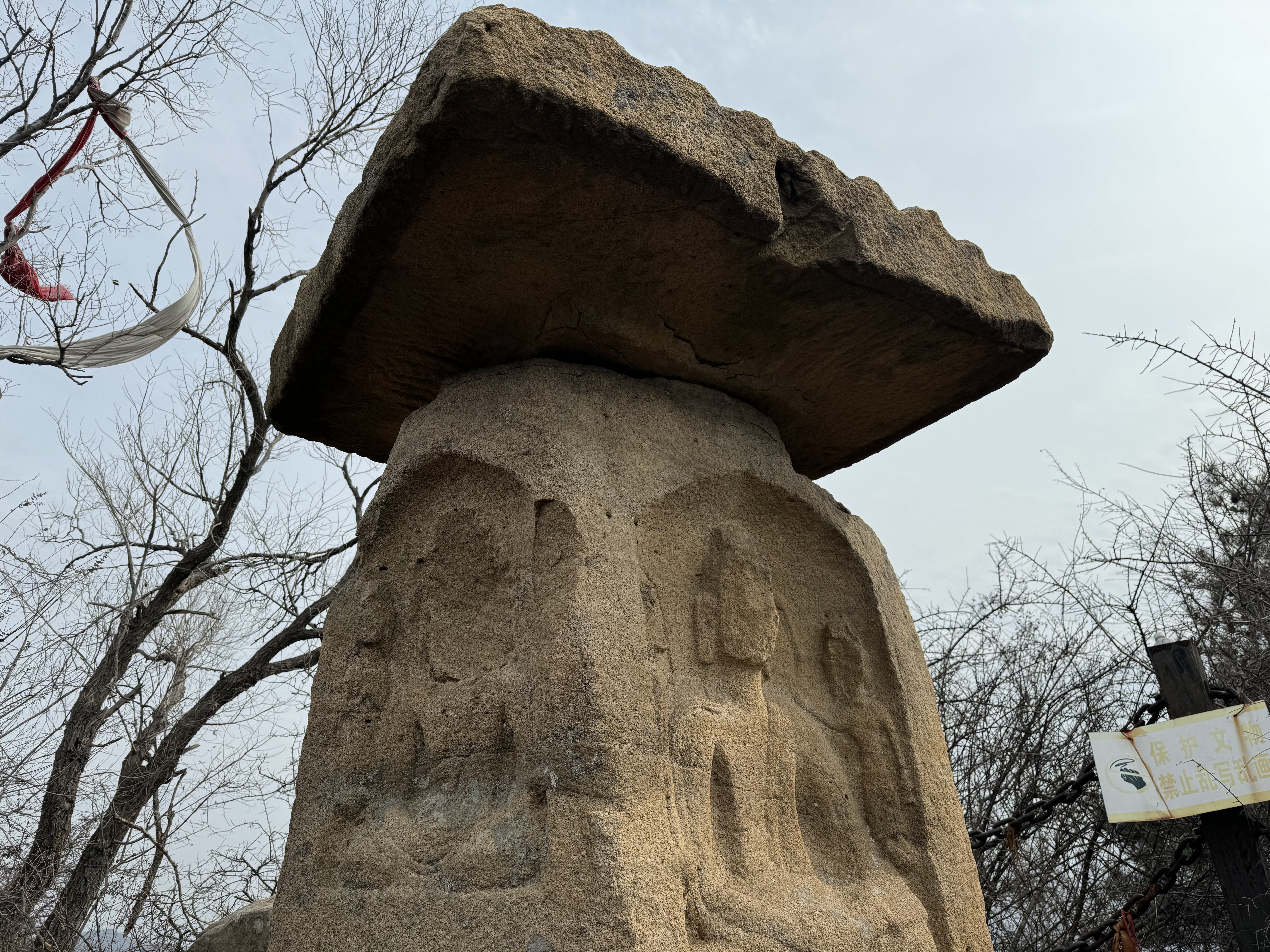
造像龛

### 其他

#### 圆形七檐塔
位于羊头山东峰山巅（圆形五檐塔和造像碑山顶的北面），和五檐塔类似。塔基呈方形，塔身为圆锥形。塔总共出檐七次，中心为空心。每层为单块石打磨制成，其每层相互叠摞成塔。

#### 塔林

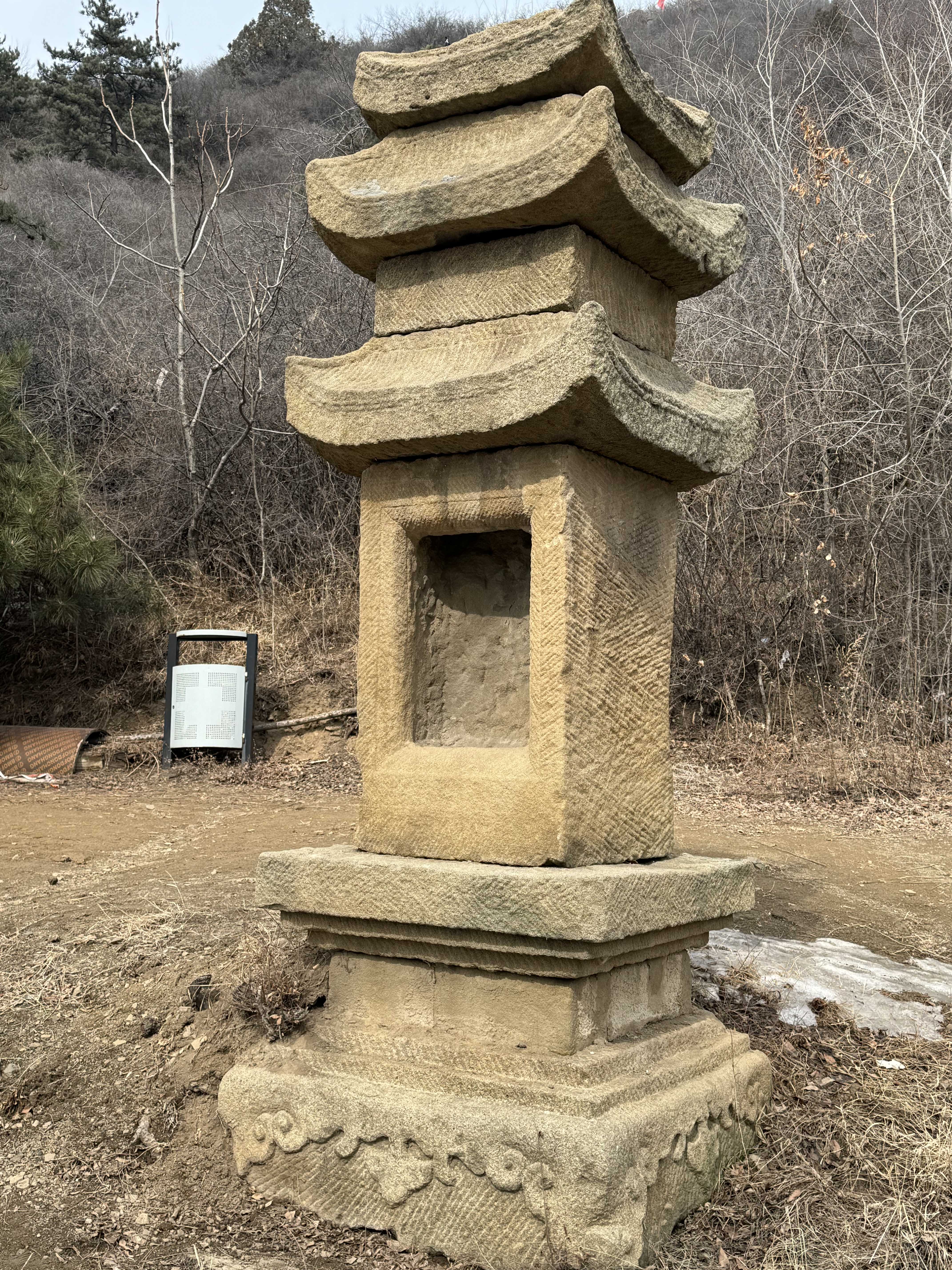
石质方塔

位于五号窟后方，复建的寺庙西侧，应是其原有的塔林。目前保存有四座塔，均为石质。其造型较为简单，区别于圆形塔和三号窟石塔。

#### 被毁的圆形塔
原位于九号窟旁，现以破损成单独残石构建散落于九号窟和八号窟之间。其造型也是圆形出檐塔，直径应大于现存的两座。其毁于历代地震或是抗战期间的飞机轰炸。

#### 未完工的石窟
位于八号窟附近。其本身为一块巨石，表面有人为雕刻线。其中心有开一小型佛窟。

## 保护
2006年5月25日，羊头山石窟成为第六批全国重点文物保护单位